# Dekanat Bad Kissingen
Das Dekanat Bad Kissingen ist eines von neun Dekanaten im römisch-katholischen Bistum Würzburg. Seit der Neugliederung der Dakanate im Zuge des Prozesses „Gemeinsam Kirche sein – Pastoral der Zukunft“ im Oktober 2021 umfasst es auch das ehemalige Dekanat Hammelburg.
Das Gebiet des Dekanats entspricht dem Landkreis Bad Kissingen. Es grenzt im Nordwesten an das Bistum Fulda, im Norden/Nordost an das Dekanat Rhön-Grabfeld, im Südosten an das Dekanat Schweinfurt und im Süden/Südwest an das Dekanat Main-Spessart.
51 Pfarrgemeinden und neun Kuratien haben sich bis 2023 zu 17 Pfarreiengemeinschaften bzw. Untergliederungen zusammengeschlossen, welche sich auf die Pastoralen Räume Bad Brückenau, Bad Kissingen, Burkardroth, Hammelburg und Münnerstadt verteilen.
Dekan ist Stephan Hartmann, Moderator des Pastoralen Raums Burkardroth. Sein Stellvertreter ist Blaise Okpanachi, Pfarrer im Pastoralen Raum Hammelburg. Verwaltungssitz ist Bad Kissingen.

## Gliederung
Sortiert nach Pfarreiengemeinschaften werden die Pfarreien genannt, alle zu einer Pfarrei gehörigen Exposituren, Benefizien und Filialen werden nach der jeweiligen Pfarrei aufgezählt, danach folgen Kapellen, Klöster und Wallfahrtskirchen. Weiterhin werden auch die Einzelpfarreien am Ende aufgelistet.
Die Liste zeigt derzeit noch den Stand vor der Neugliederung der Dekanate im Oktober 2021.

### Pfarreiengemeinschaften

#### Pfarreiengemeinschaft Der gute Hirte im Markt Burkardroth
- Pfarrei St. Petrus in Ketten (Burkardroth) mit St. Blasius, Frauenroth
- Kuratie St. Antonius von Padua, Gefäll
- Pfarrei St. Laurentius, Premich
- Pfarrei St. Sebastian, Stangenroth
- Pfarrei St. Oswald (Stralsbach) mit St. Johannes Enthauptung (Lauter)
- Pfarrei Mariä Himmelfahrt (Waldfenster) mit St. Blasius (Katzenbach) und St. Ludwig (Oehrberg)

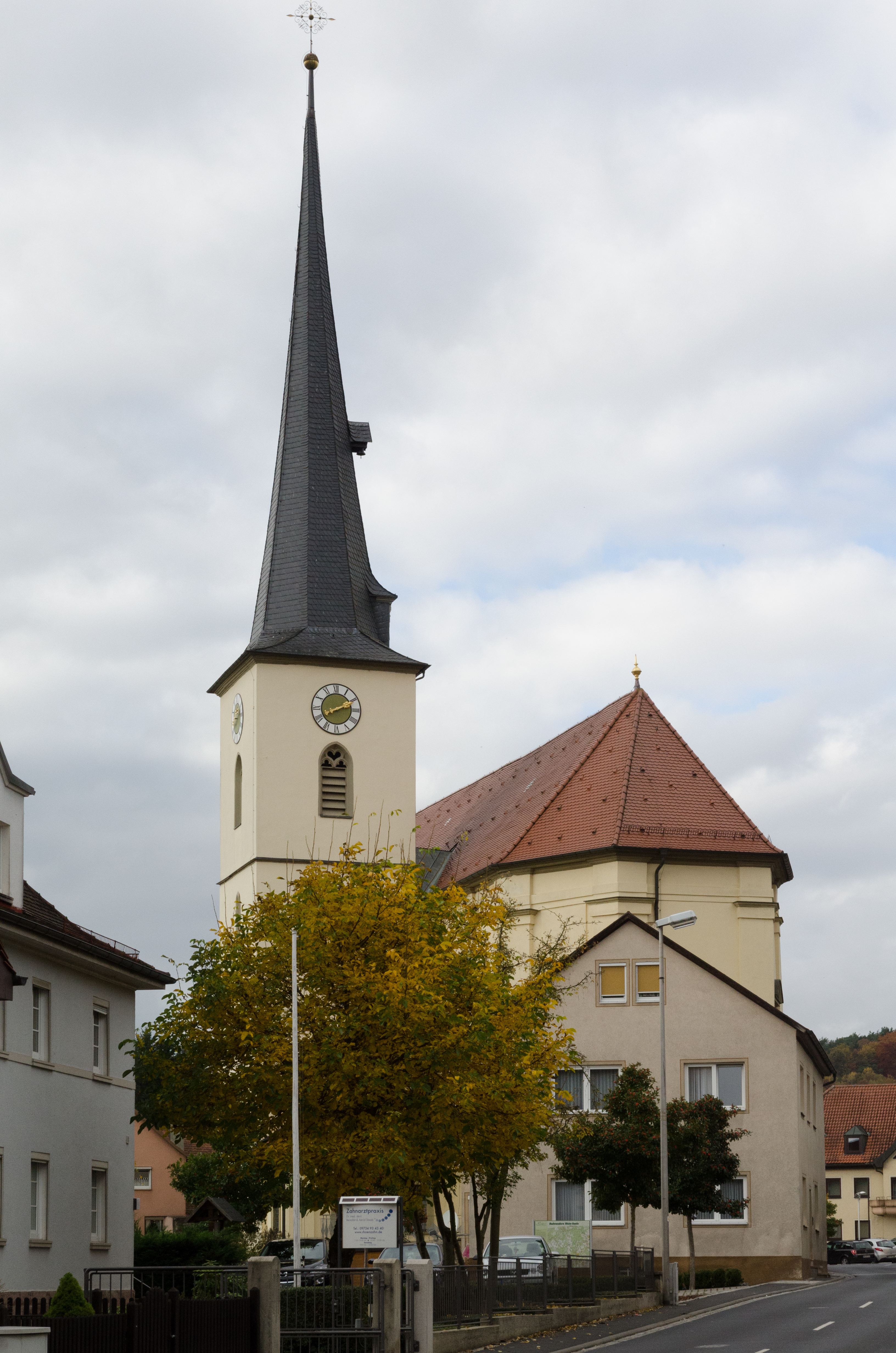
St. Petrus in Ketten
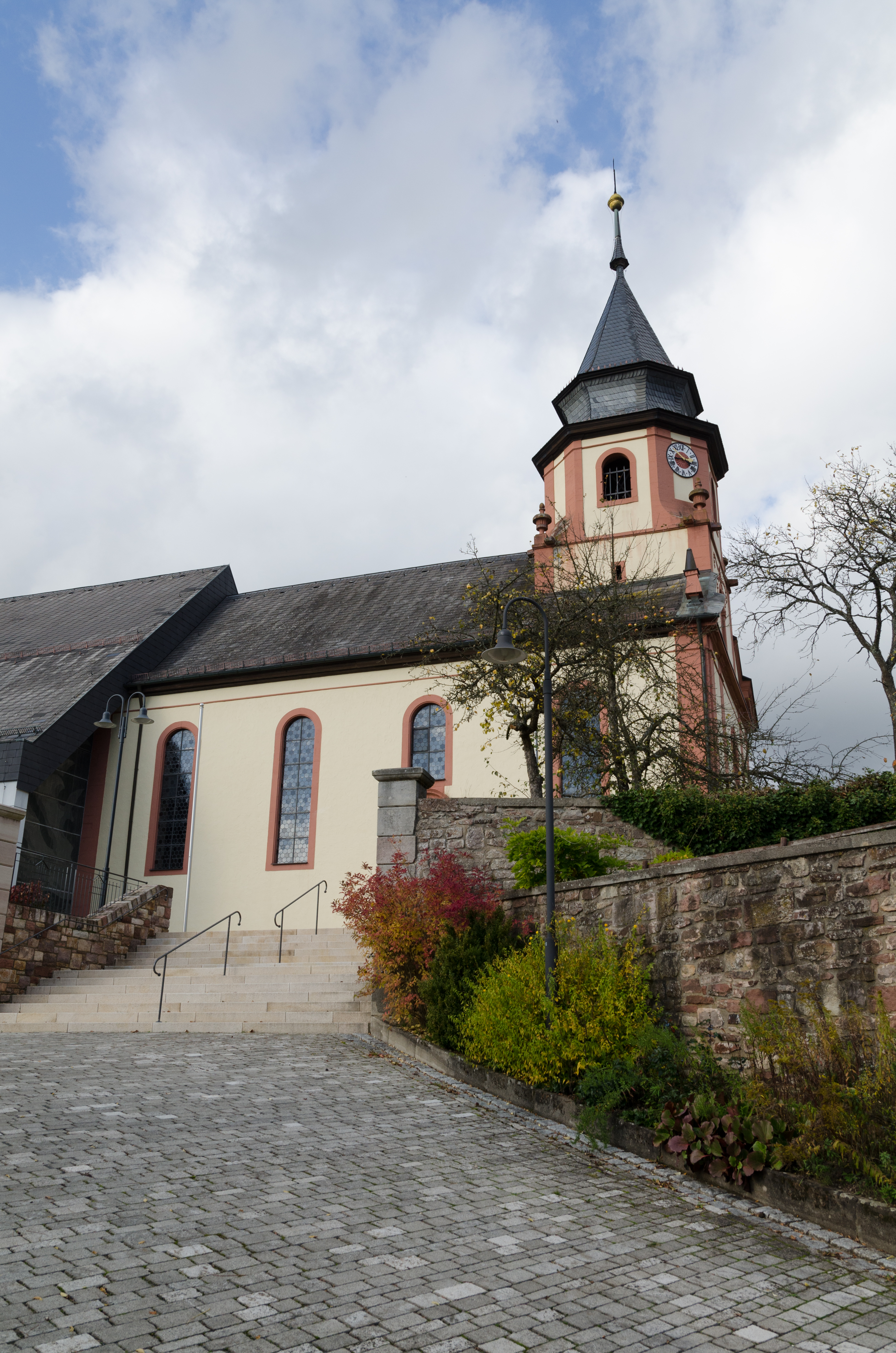
St. Oswald
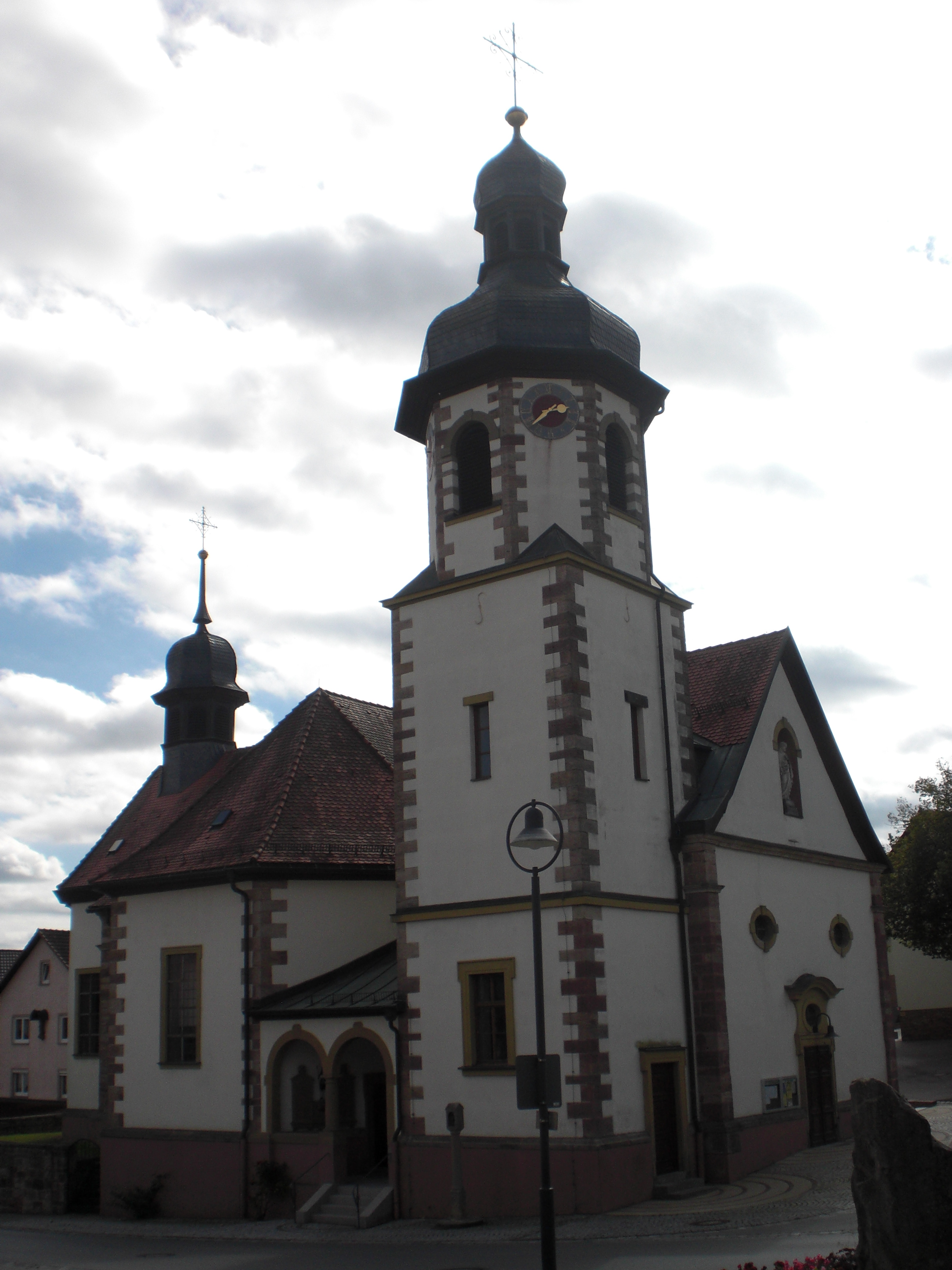
St. Sebastian

#### Pfarreiengemeinschaft Heiliges Kreuz (Bad Bocklet)
- Pfarrei Allerheiligste Dreifaltigkeit (Aschach) mit St. Andreas (Großenbrach)
- Pfarrei St. Nikolaus, Steinach an der Saale
- Pfarrei St. Laurentius (Bad Bocklet), Kapelle im ehemaligen Kurhaus
- Kuratie Mariä Geburt, Windheim

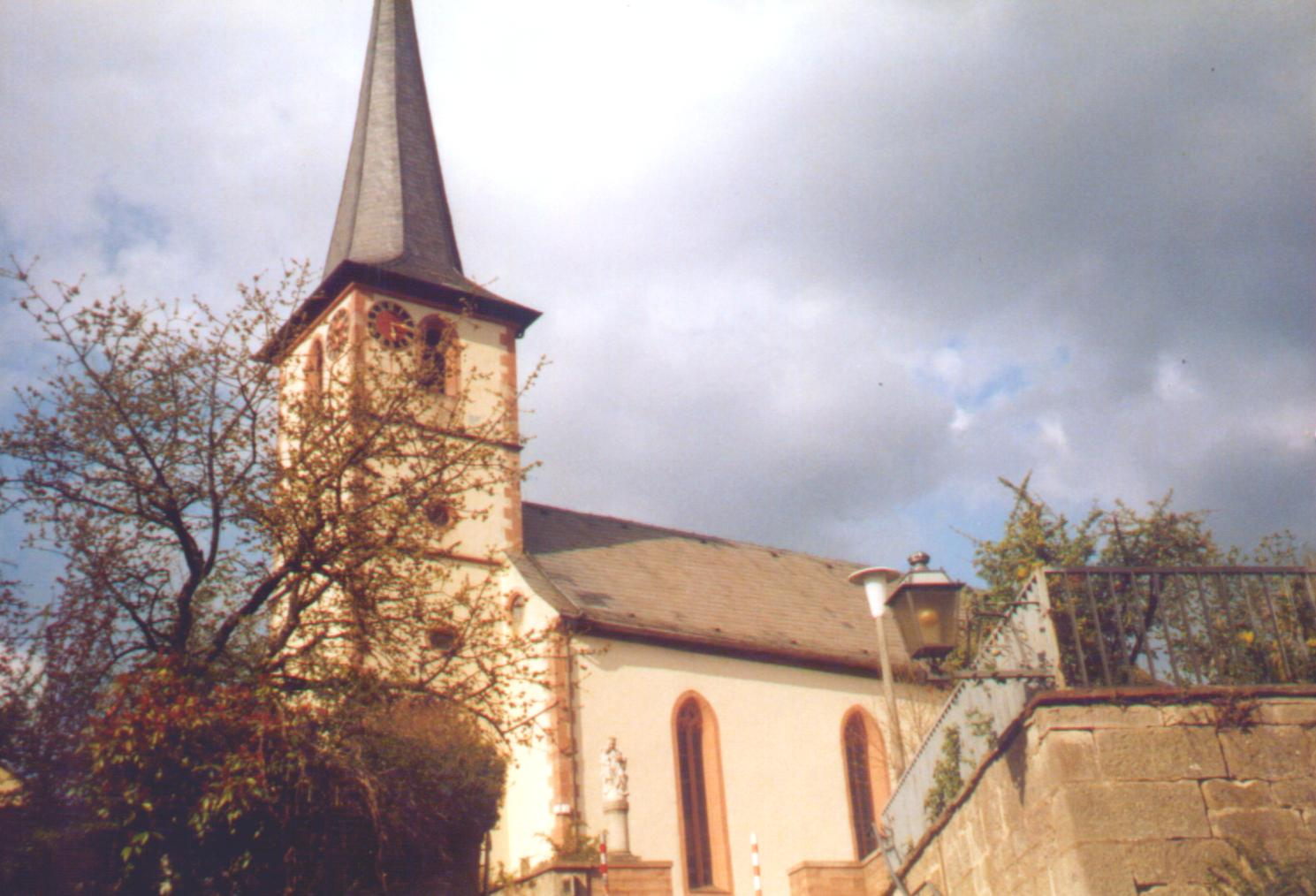
Allerheiligste Dreifaltigkeit
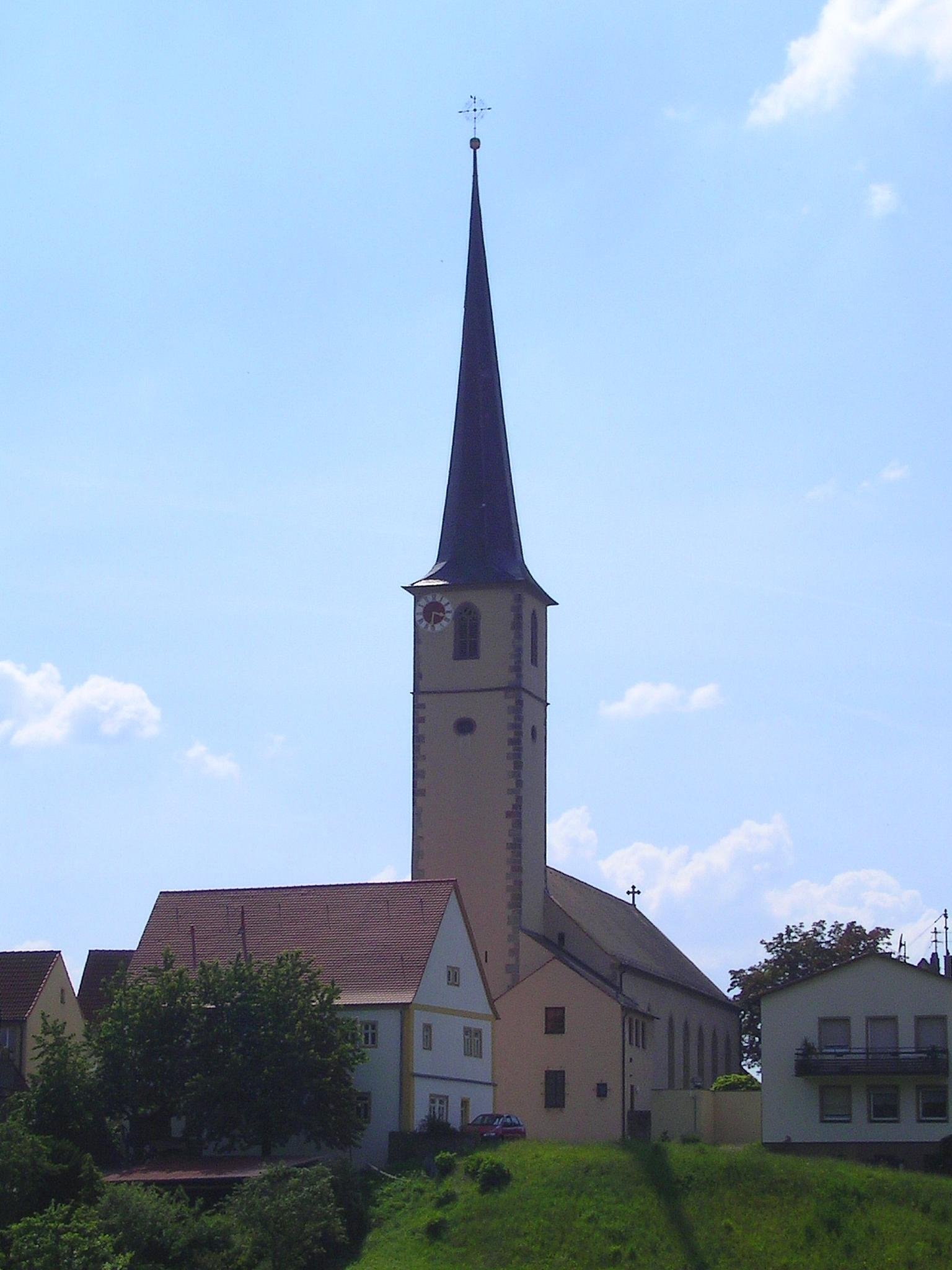
St. Nikolaus
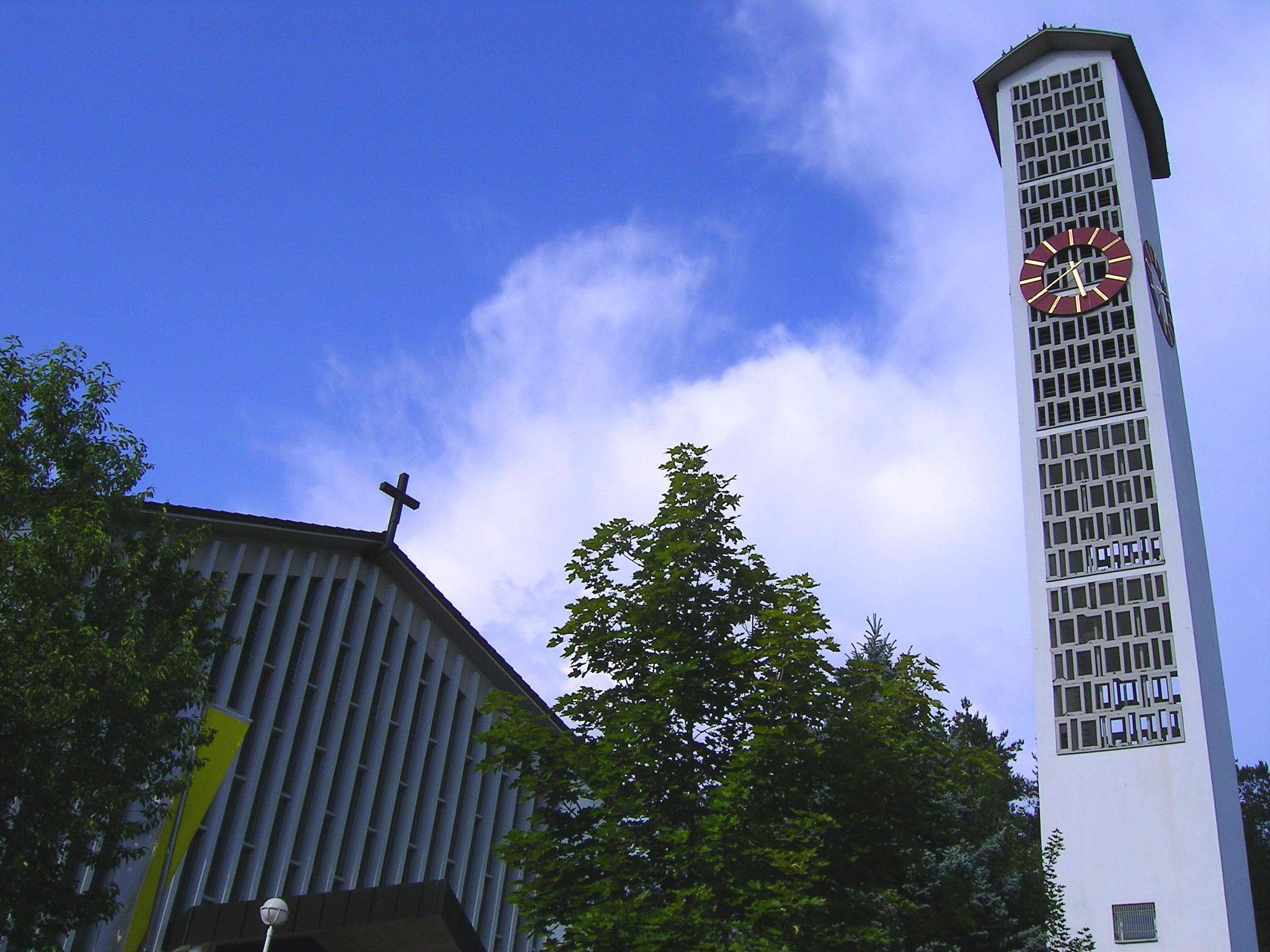
St. Laurentius
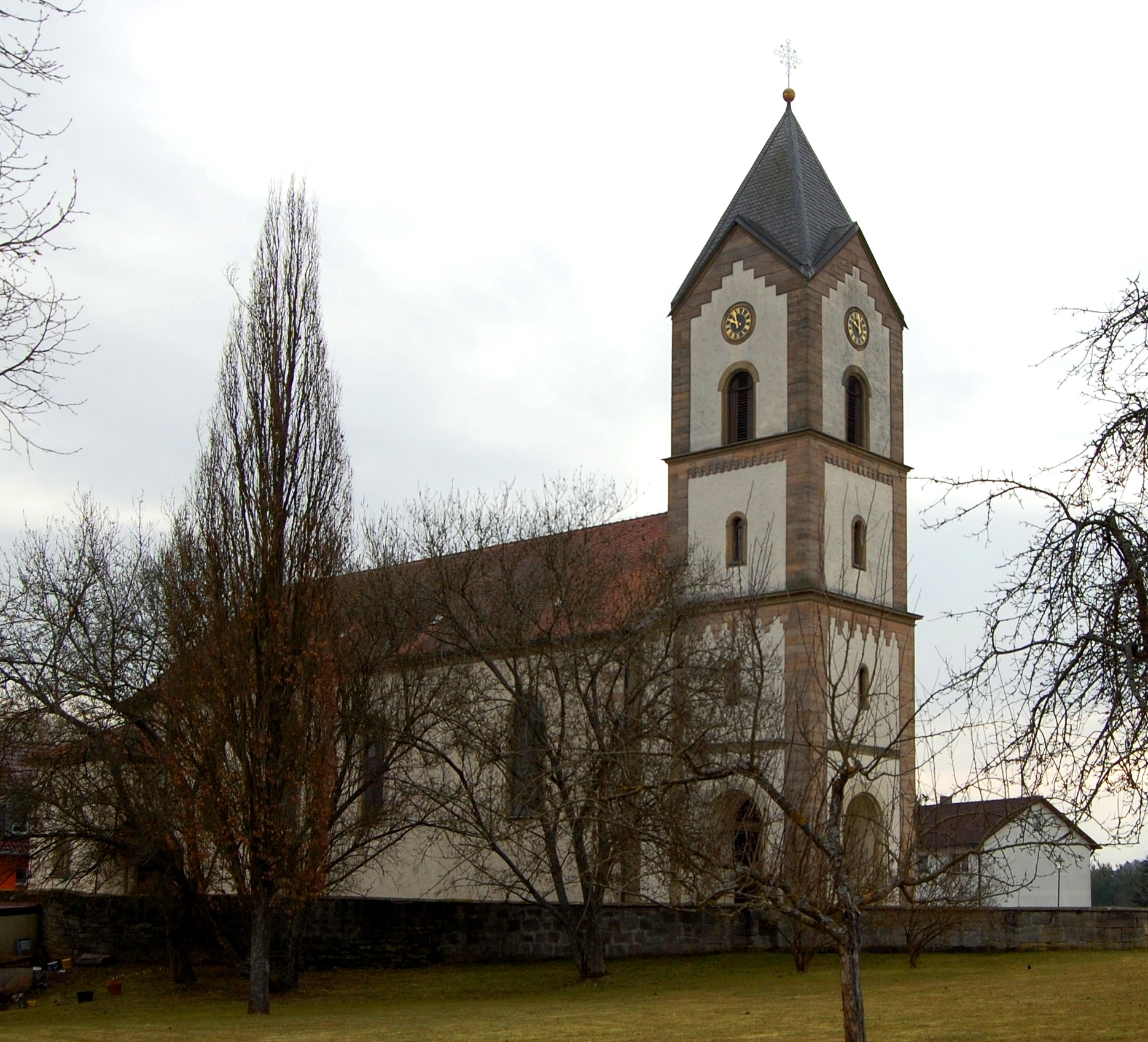
Mariä Geburt

#### Pfarreiengemeinschaft Jesus – Quelle des Lebens (Bad Kissingen)
- Pfarrei Herz Jesu (Bad Kissingen), St. Jakobus der Ältere, Wallfahrtskirche Marienkapelle St. Burkard, mit St. Laurentius (Reiterswiesen) und St. Bonifatius (Winkels)
- Pfarrei St. Peter und Paul, Arnshausen
- Pfarrei Heiligkreuz (Hausen) mit St. Joachim und St. Anna (Kleinbrach)

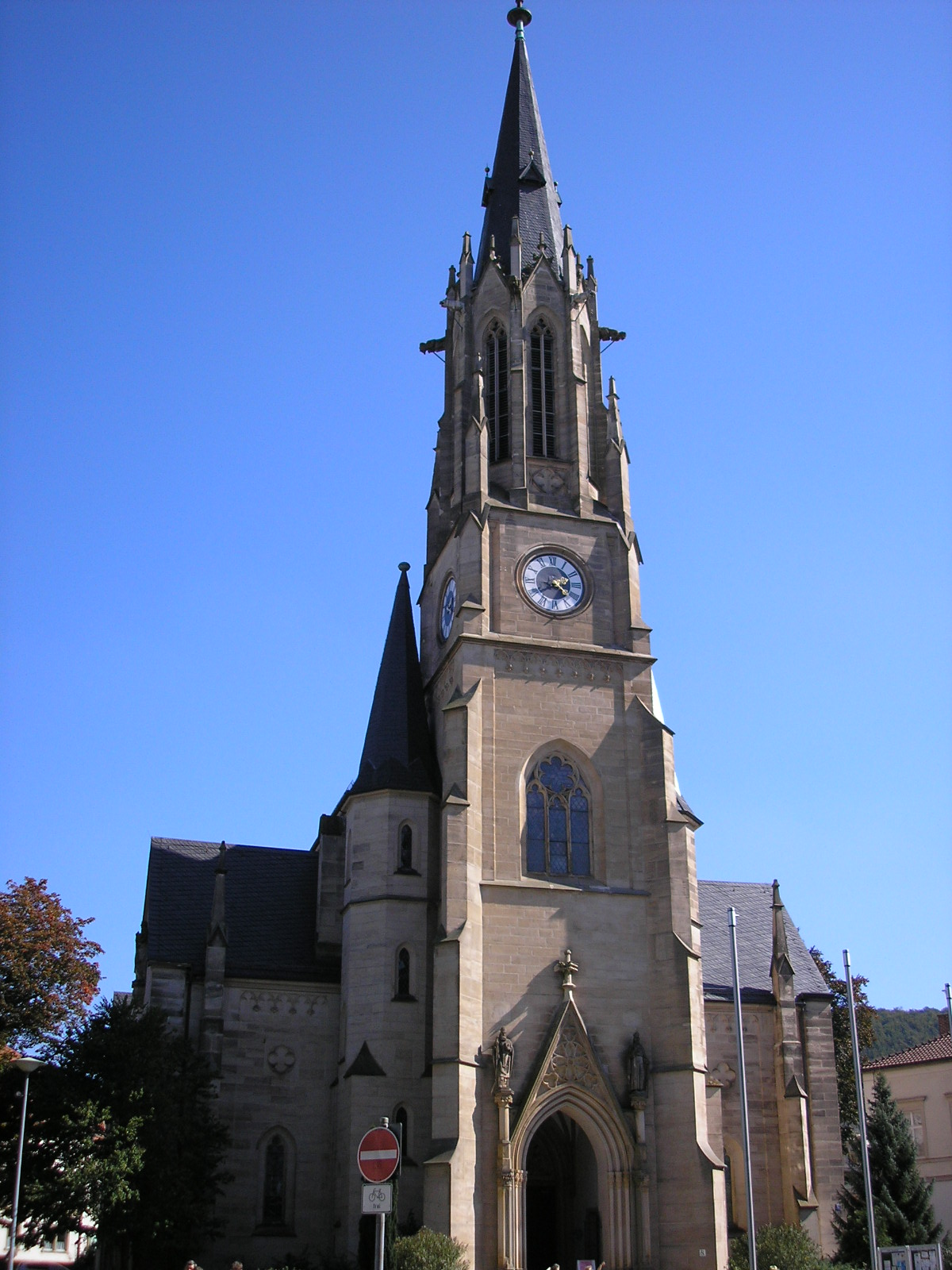
Stadtpfarrkirche Herz-Jesu
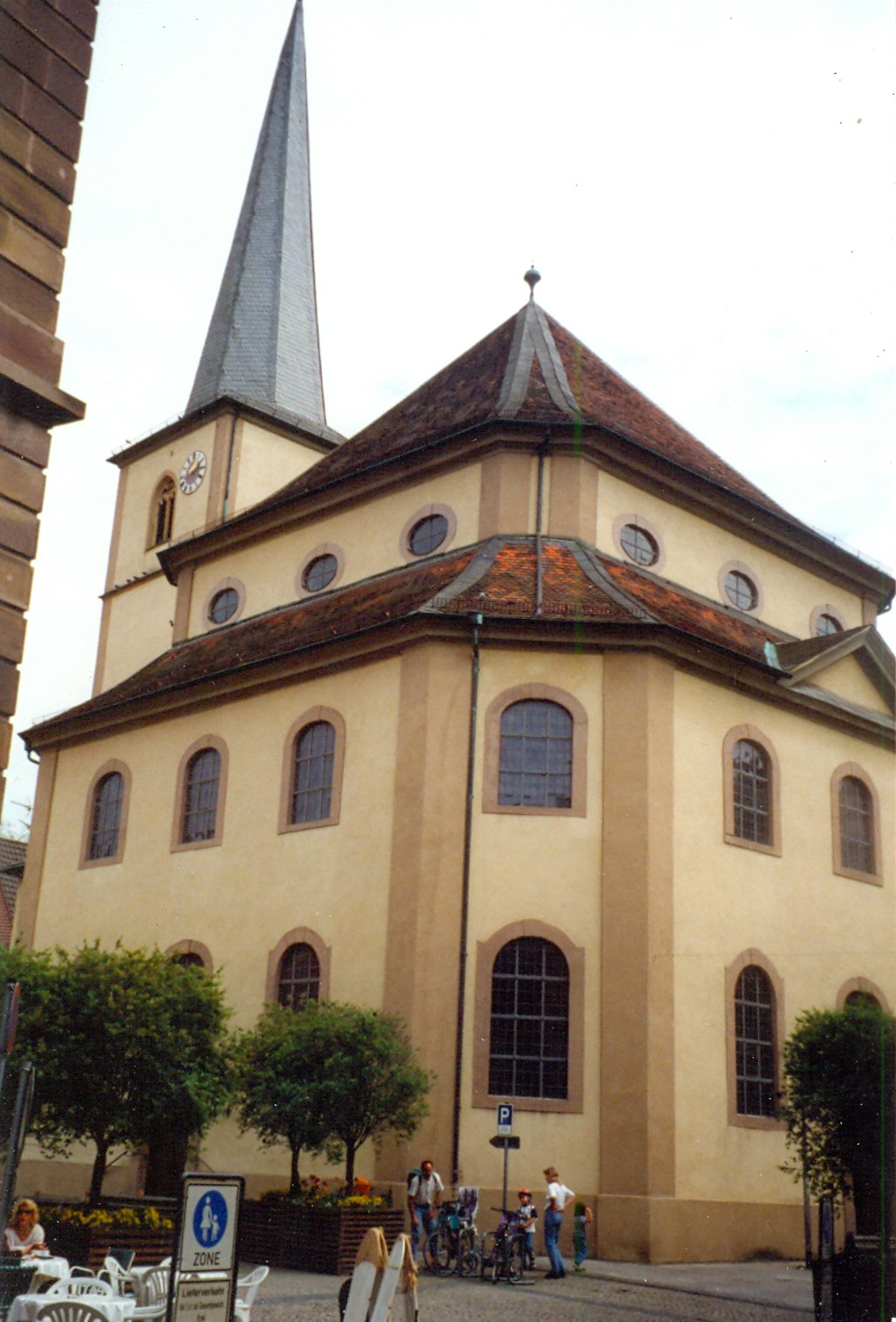
St. Jakobus der Ältere
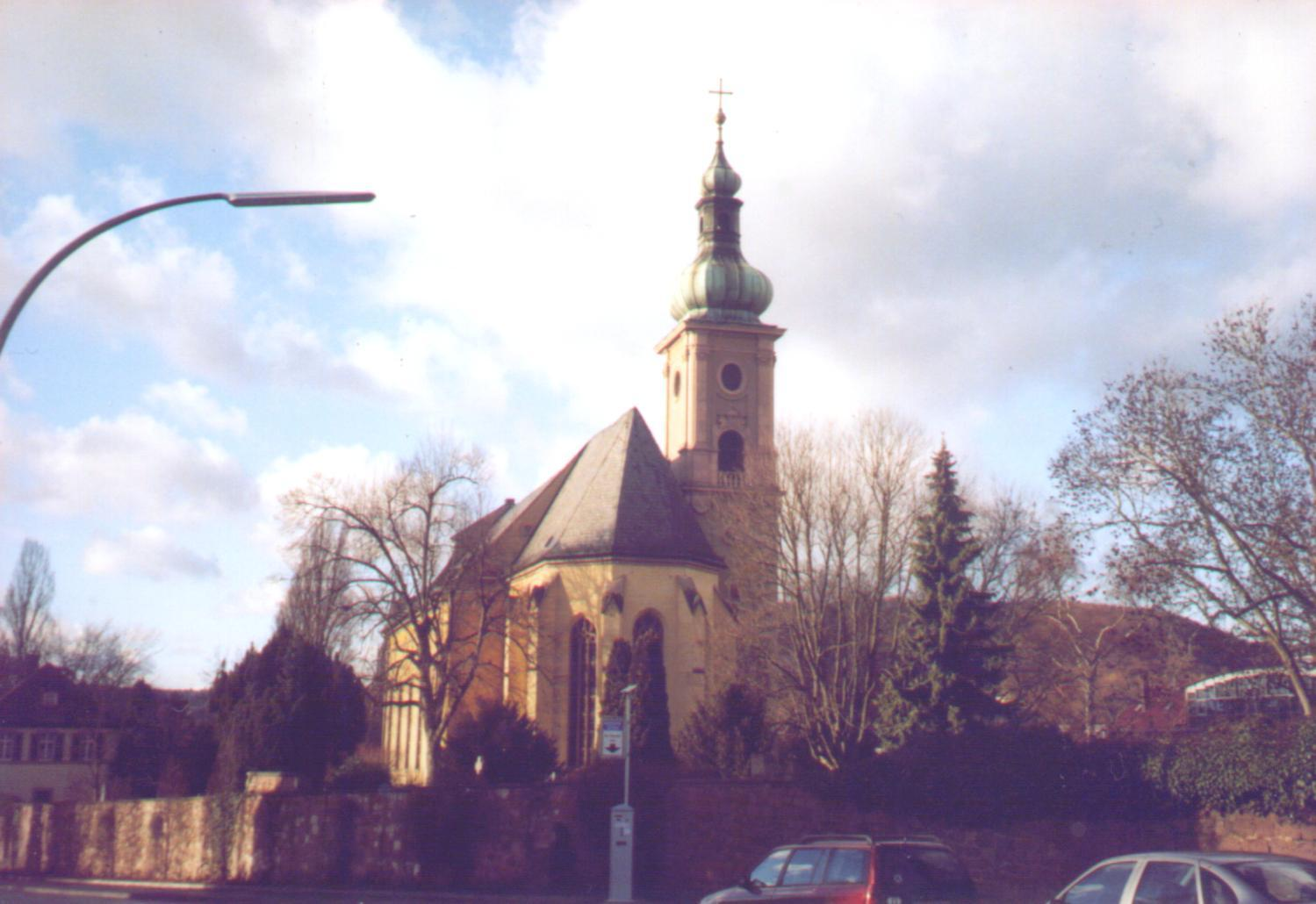
Marienkapelle
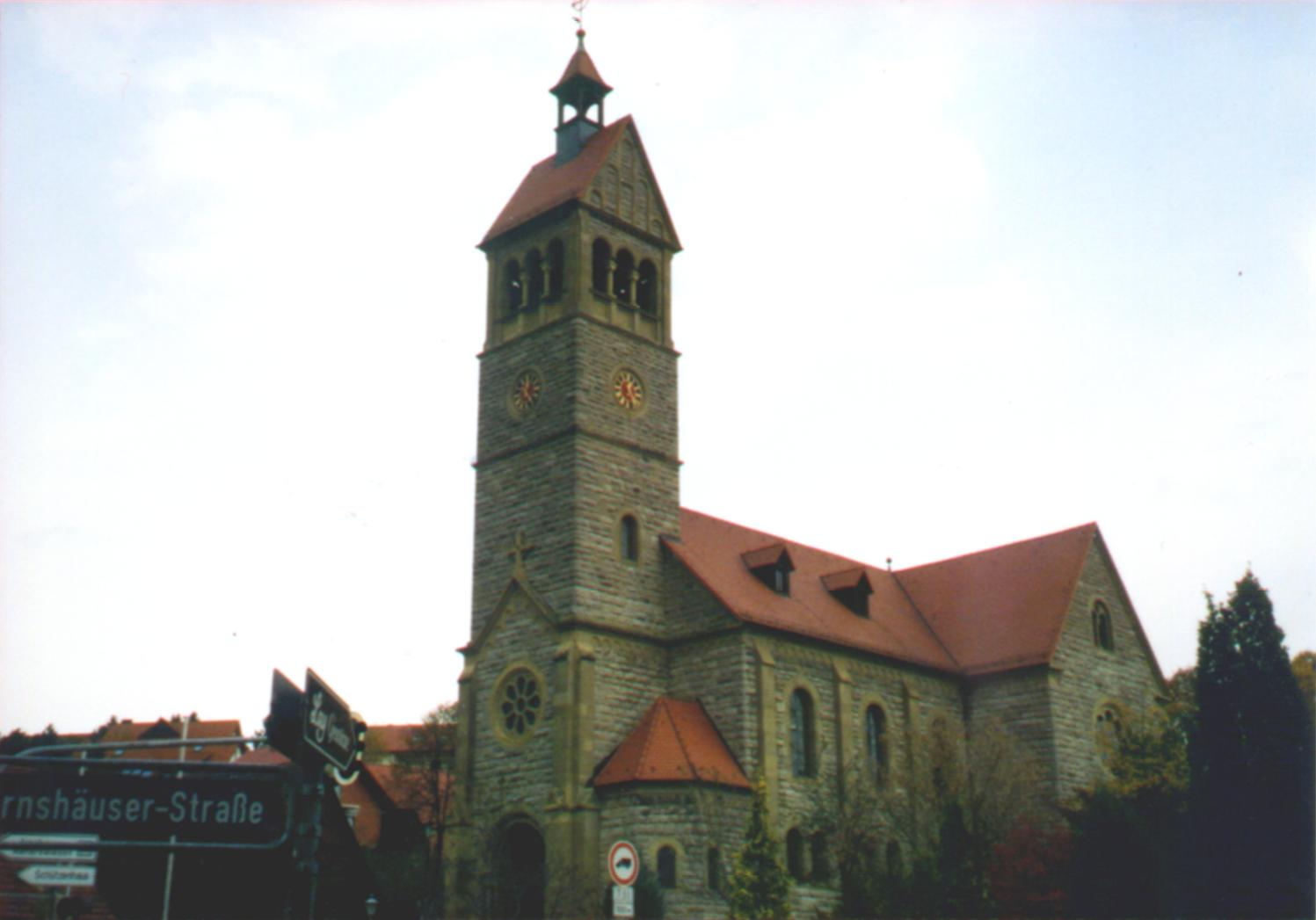
St. Laurentius
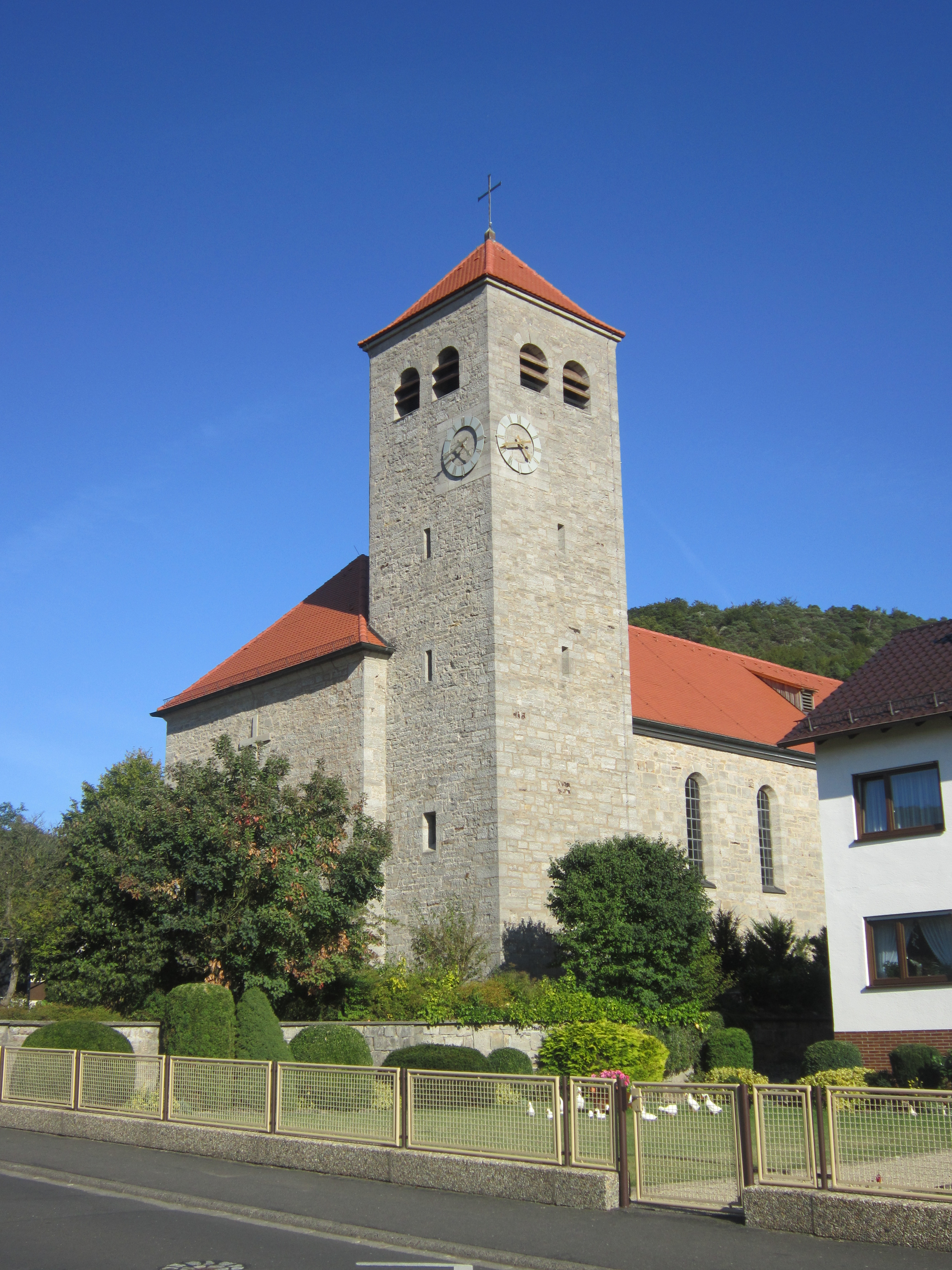
St. Bonifatius
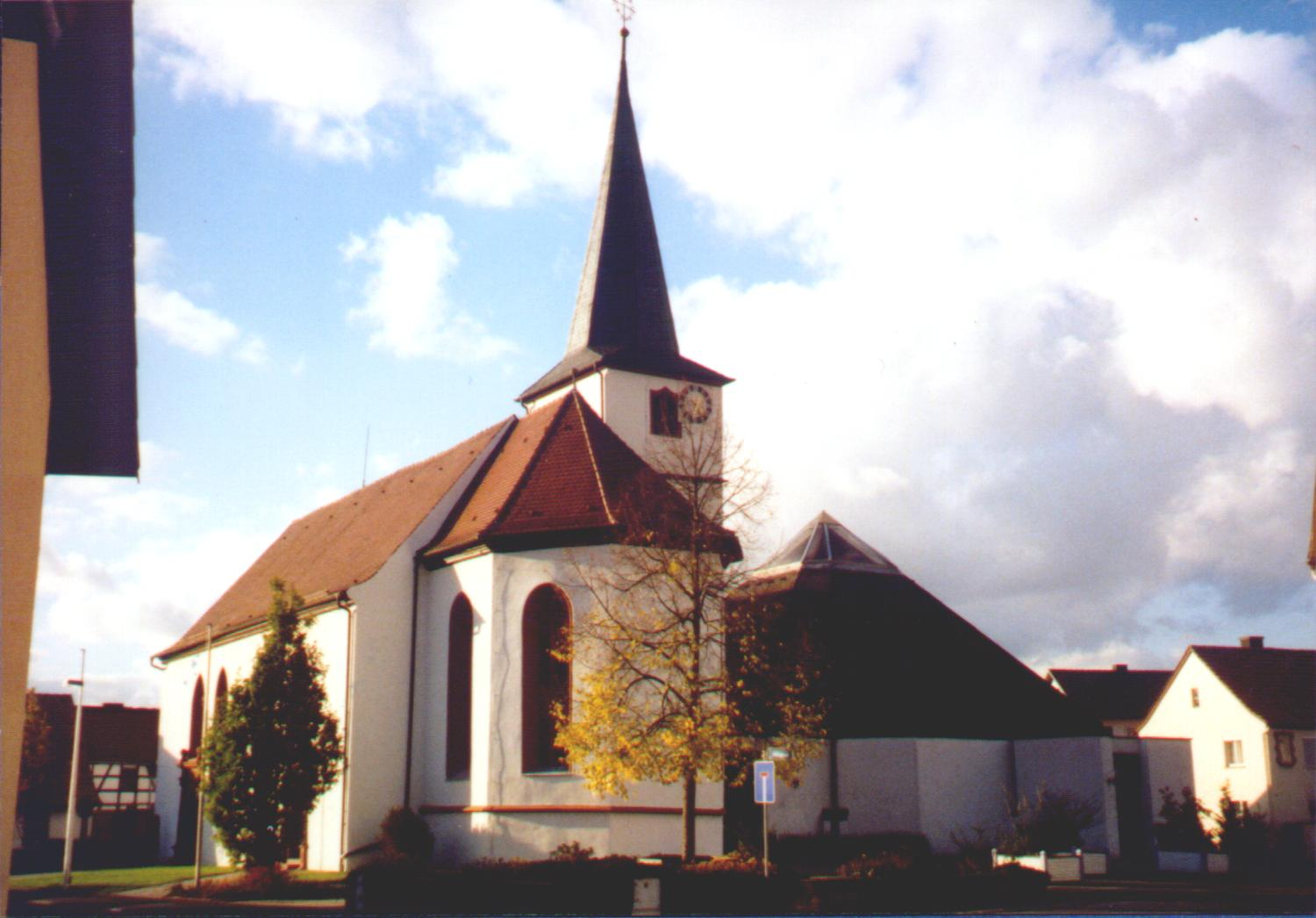
St. Peter und Paul
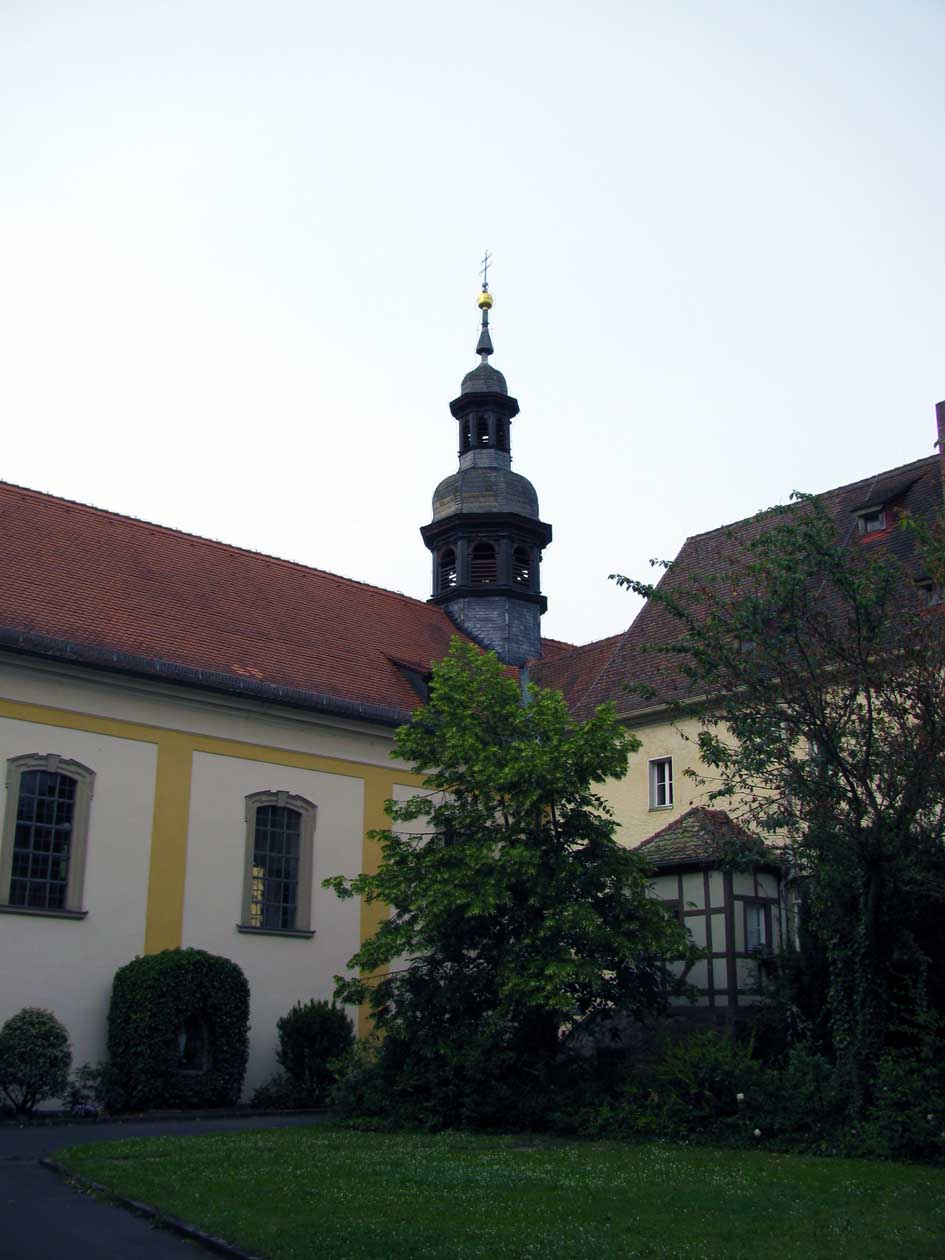
Kloster Hausen
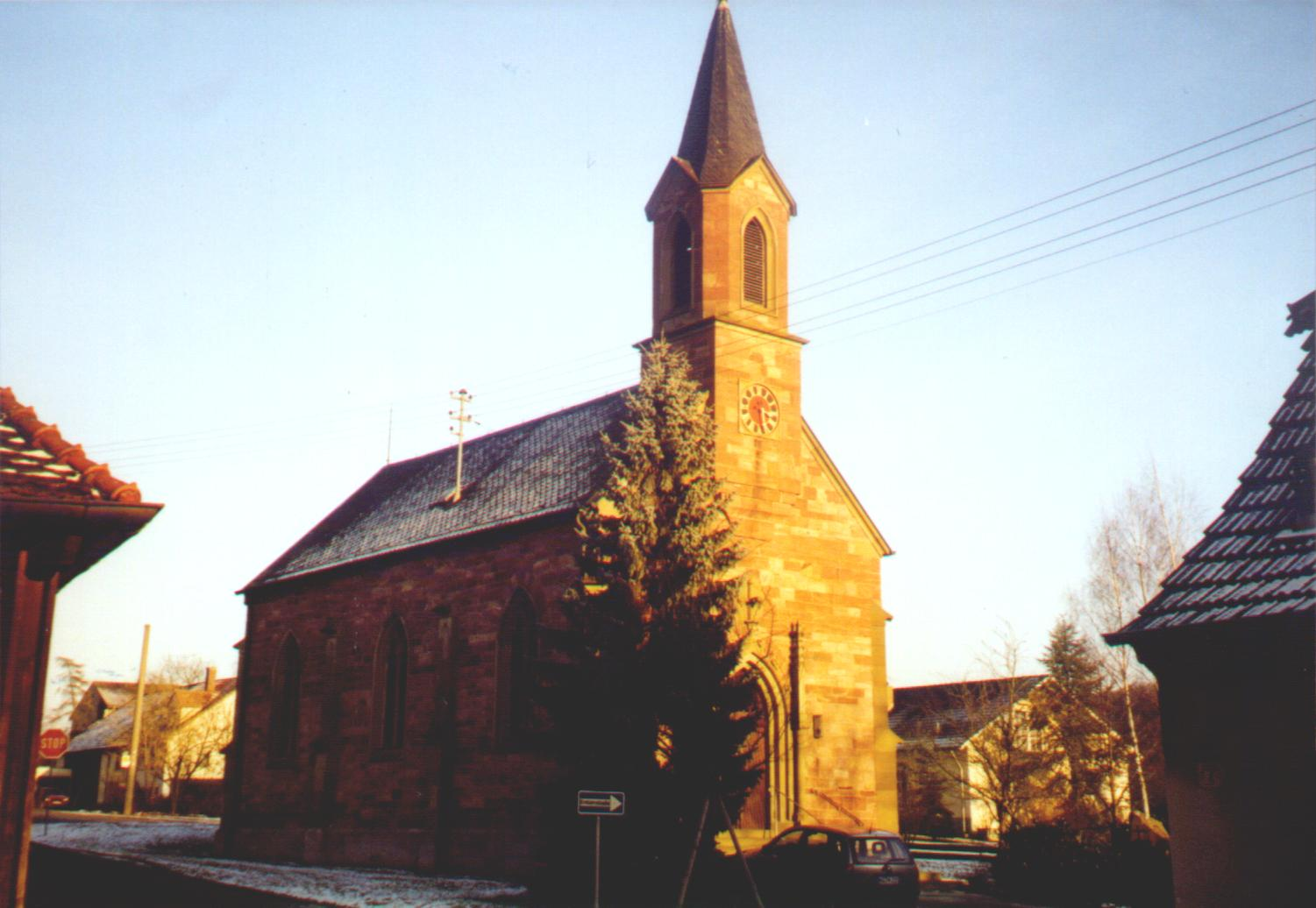
St. Joachim und Anna

#### Pfarreiengemeinschaft St. Elisabeth (Garitz)
- Pfarrei St. Johannes Nepomuk (Garitz), St. Elisabeth im Pfarrzentrum
- Pfarrei St. Michael, Albertshausen
- Pfarrei St. Ulrich, Poppenroth

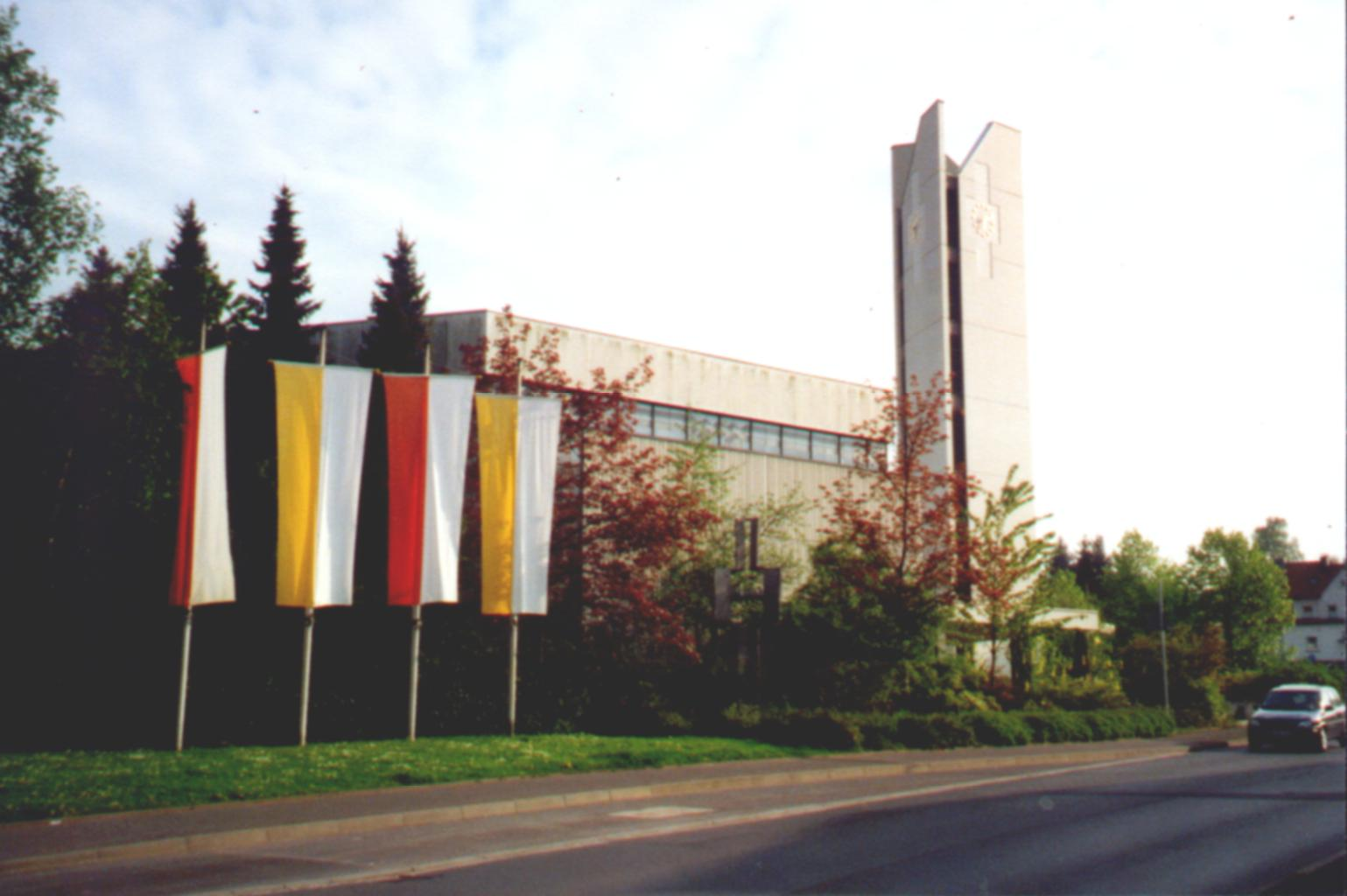
St. Elisabeth
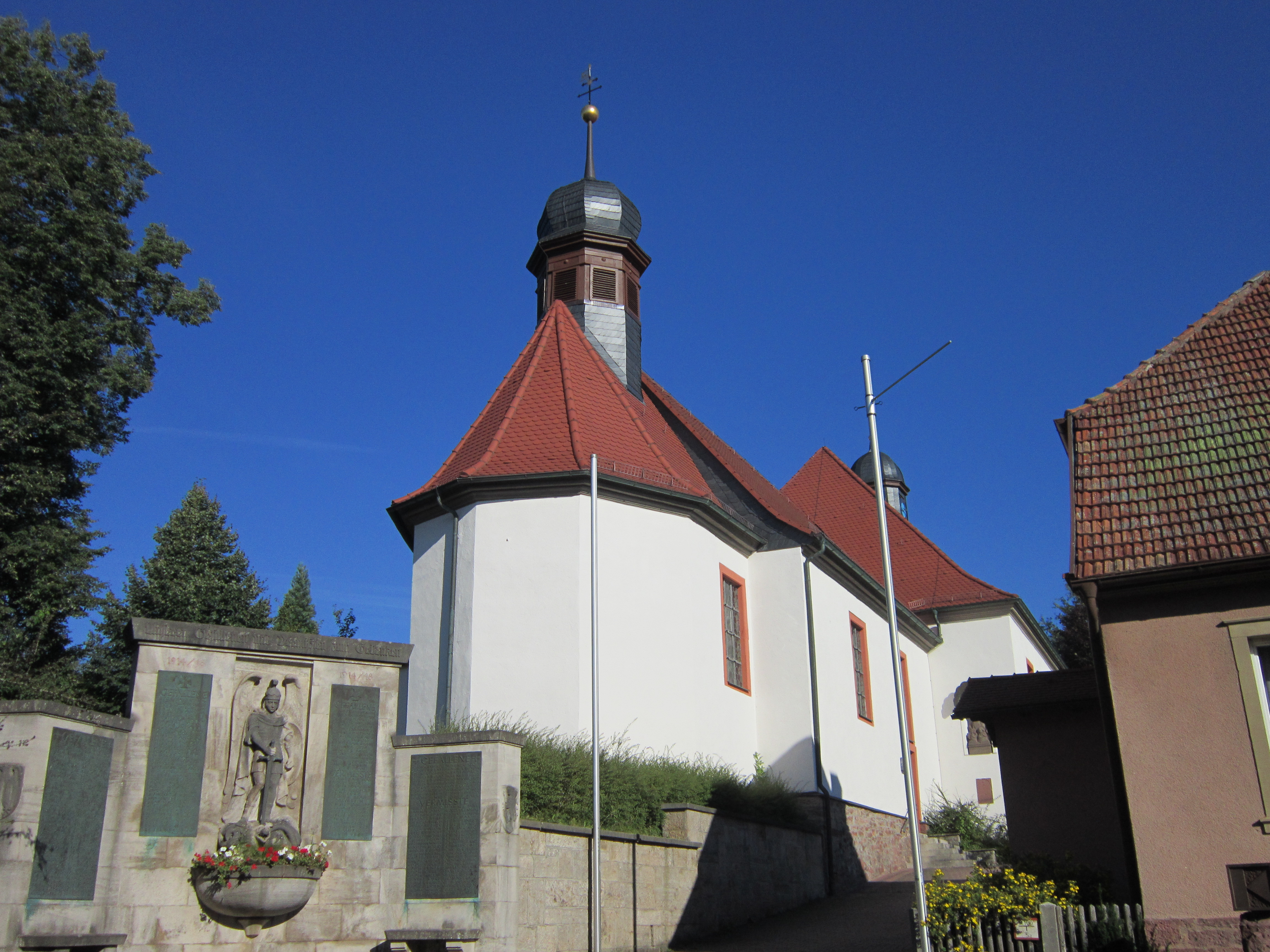
St. Johannes Nepomuk
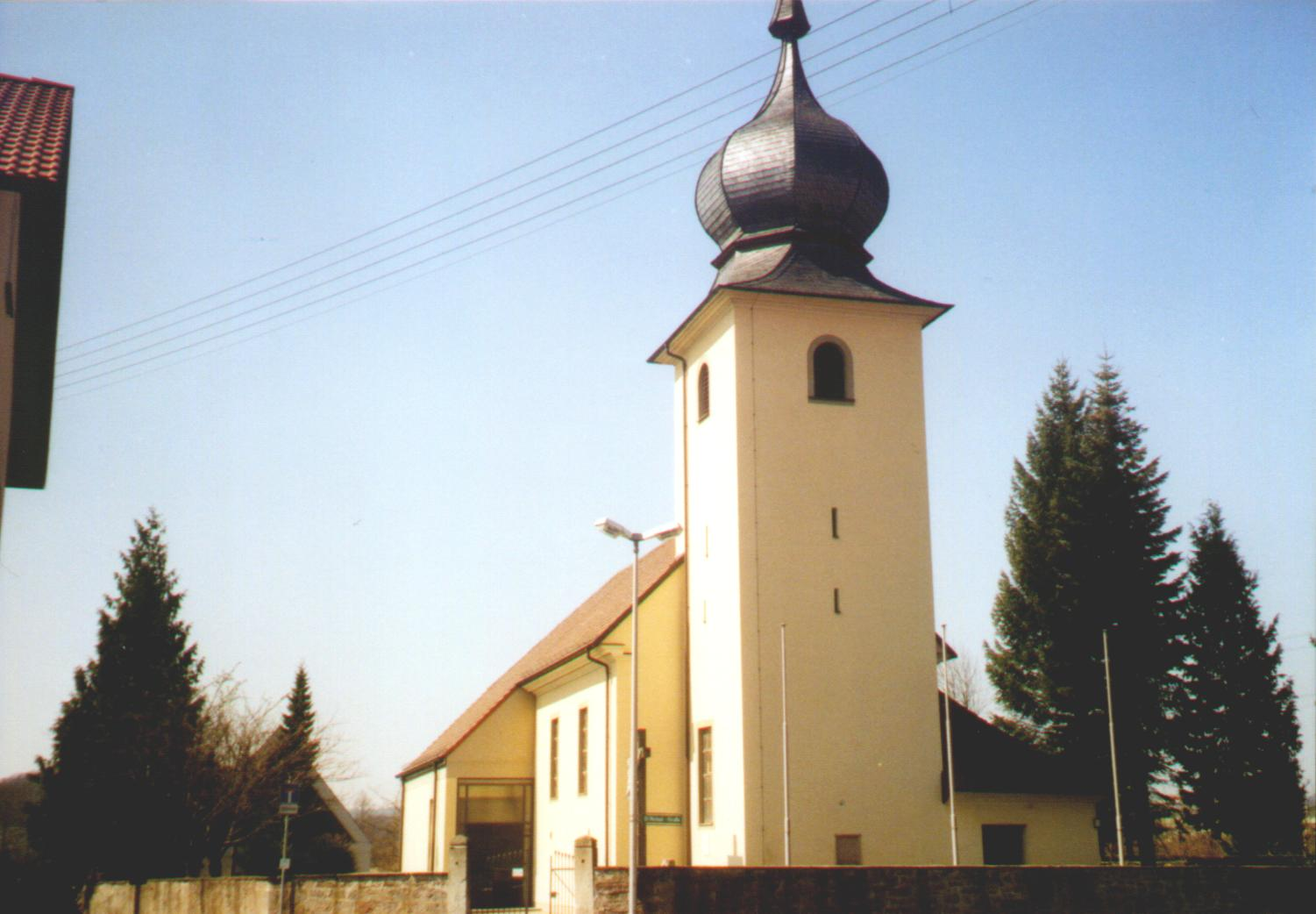
St. Michael
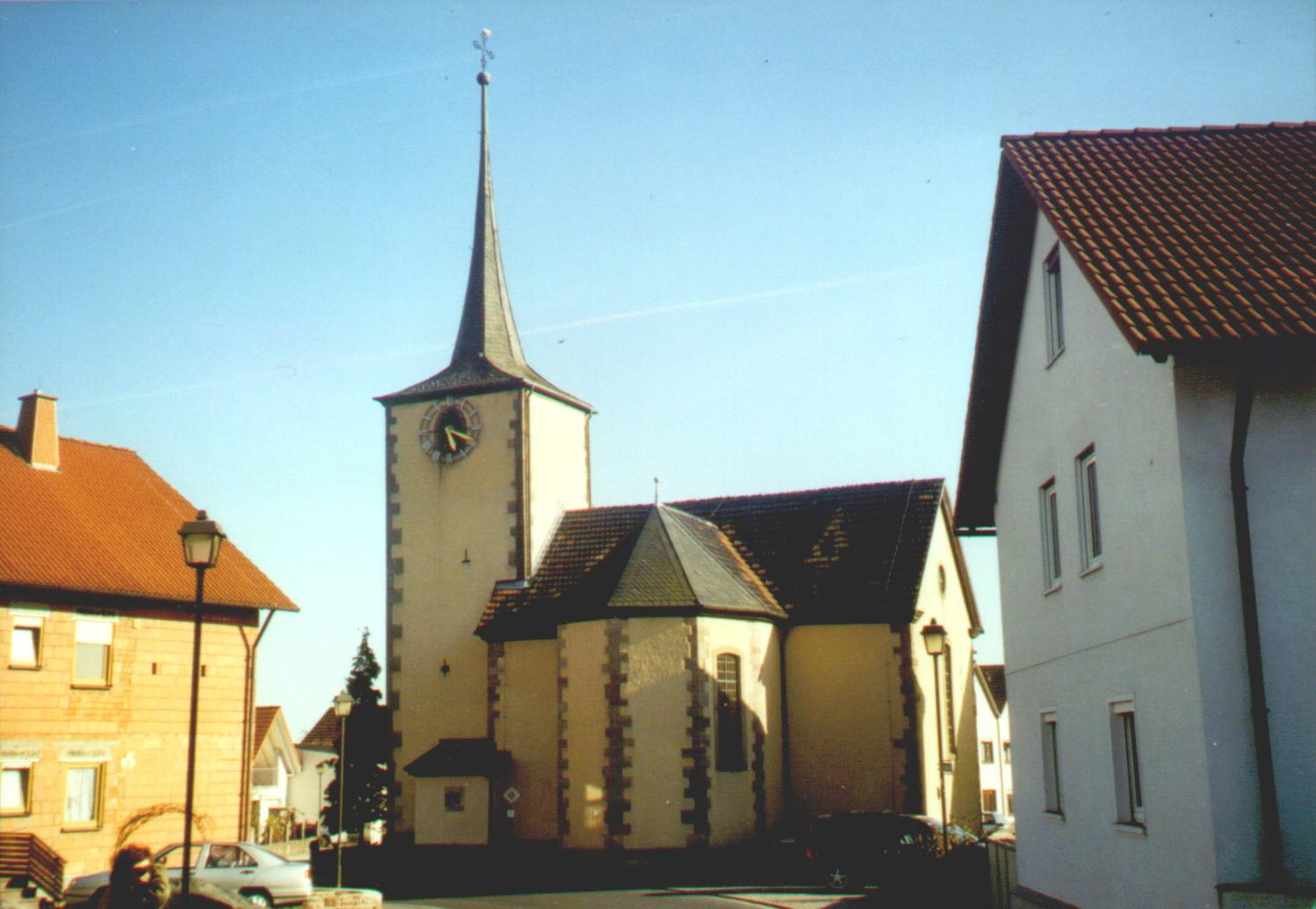
St. Ulrich

#### Pfarreiengemeinschaft Saalethal (Euerdorf)
- Pfarrei St. Johannes der Täufer (Euerdorf) mit St. Johannes der Täufer (Wirmsthal)
- Pfarrei St. Laurentius, Aura an der Saale
- Pfarrei St. Vitus, Ramsthal
- Pfarrei Mariä Himmelfahrt (Sulzthal), Heilig-Kreuz-Kapelle

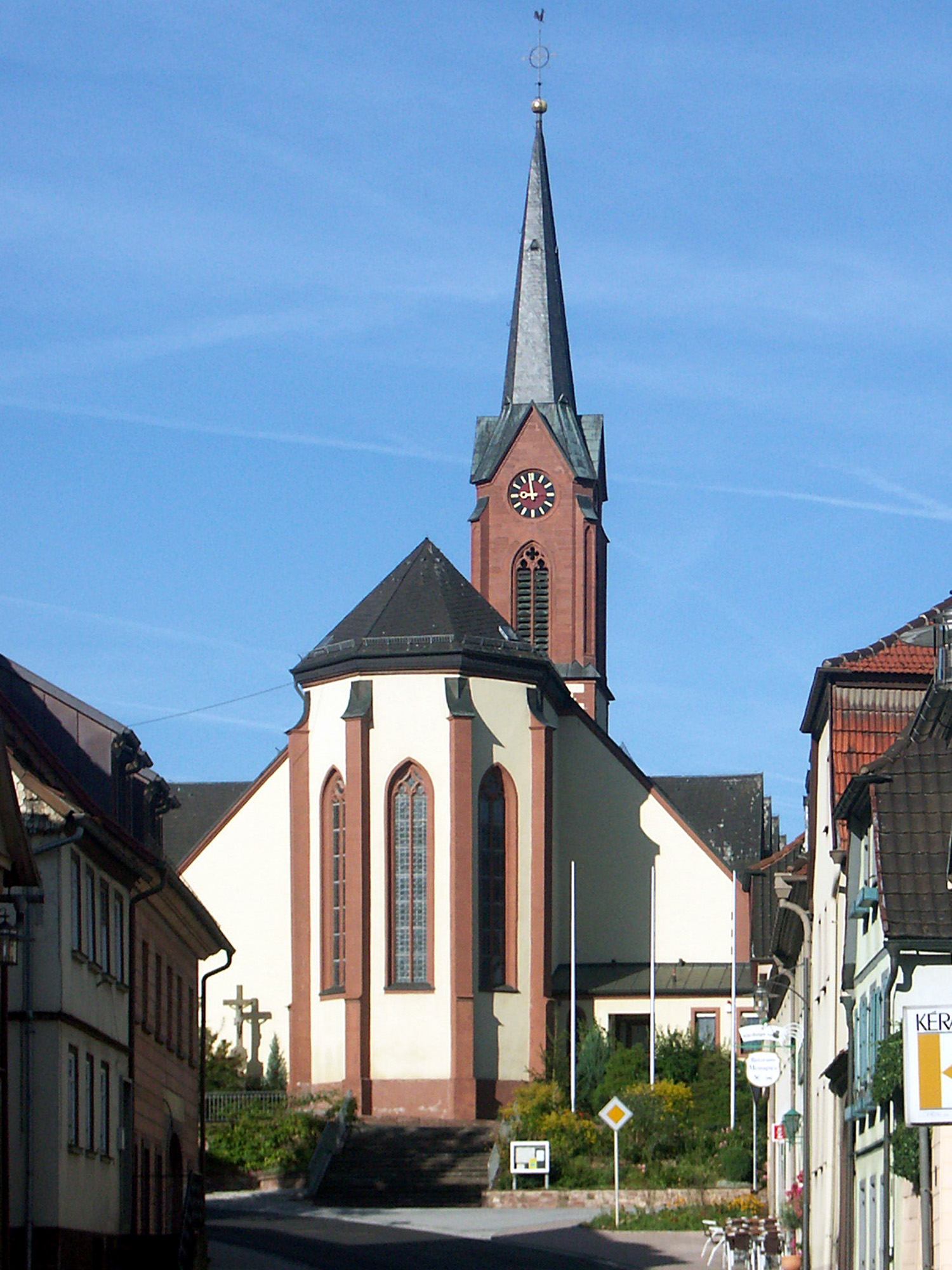
St. Johannes der Täufer
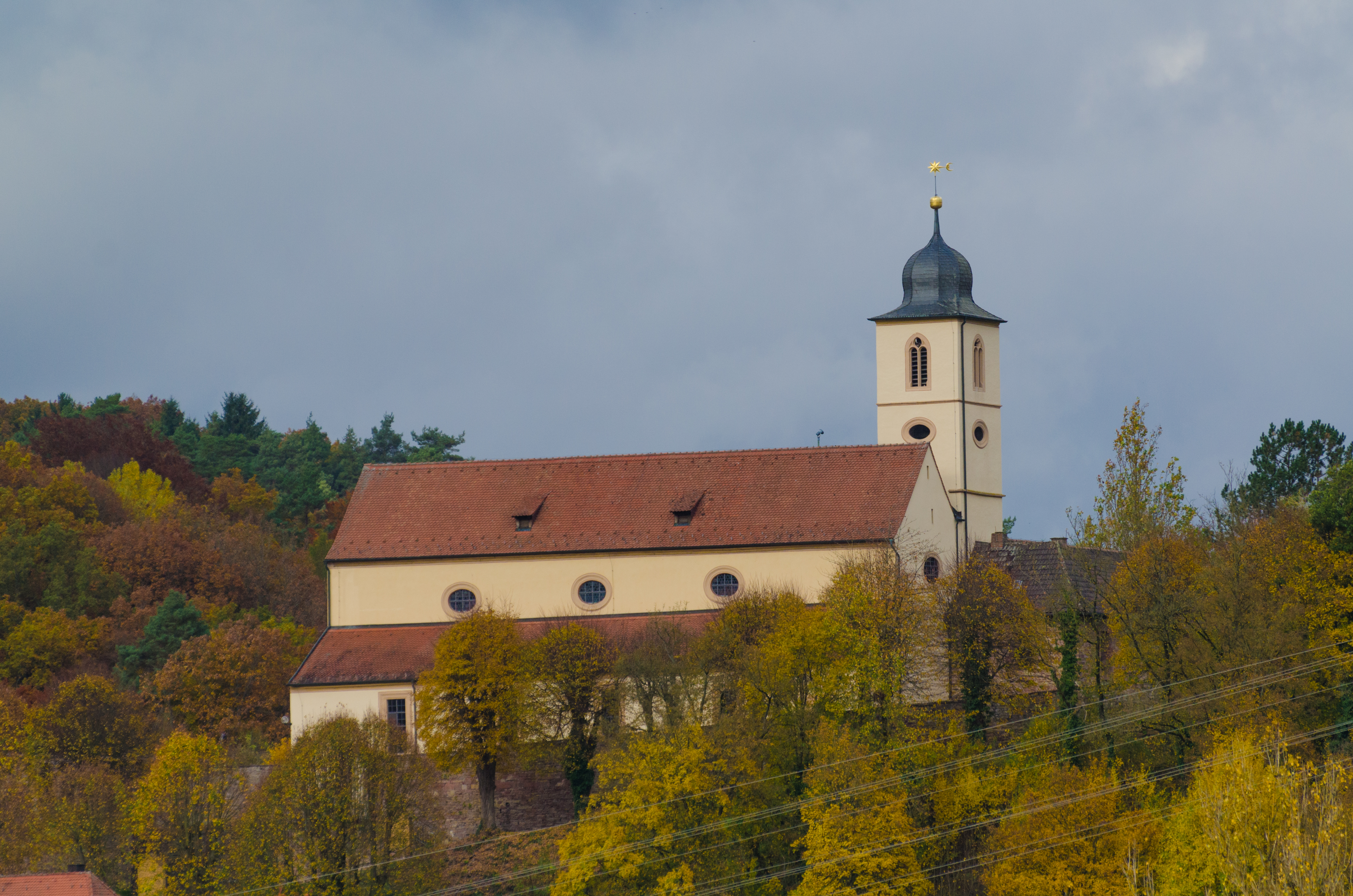
St. Laurentius
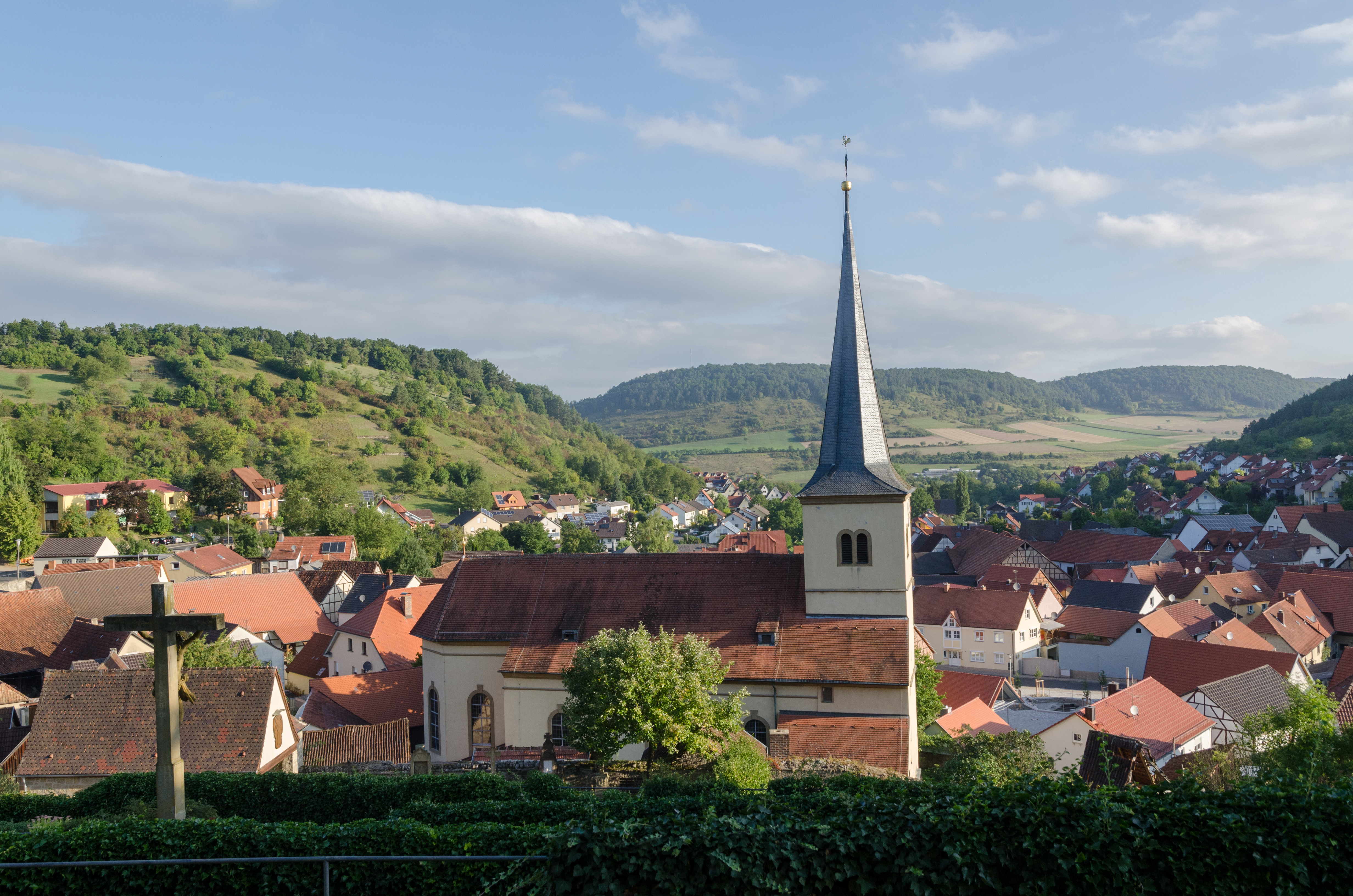
Mariä Himmelfahrt
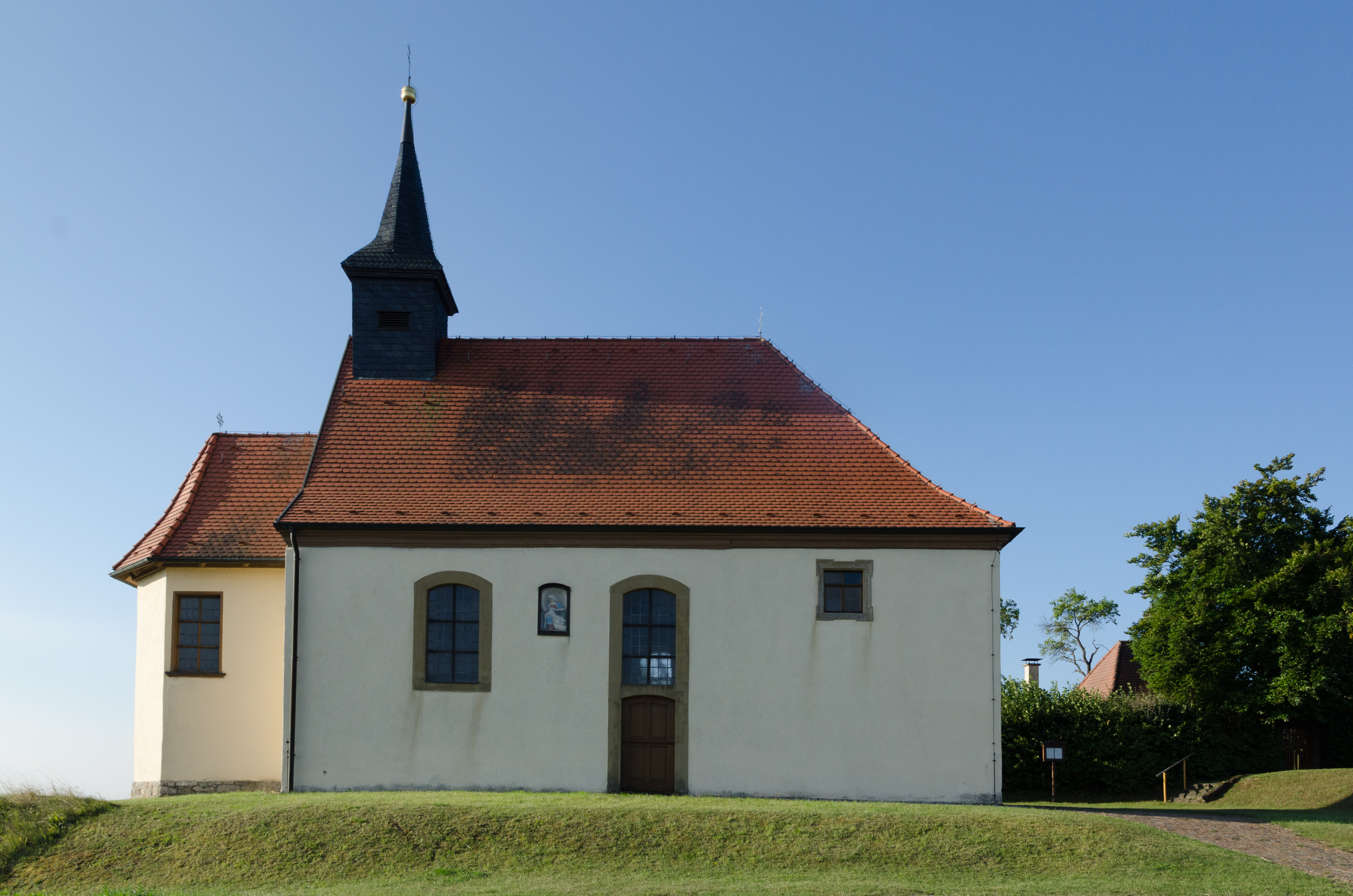
Heilig-Kreuz-Kapelle

#### Pfarreiengemeinschaft Immanuel Oerlenbach
- Pfarrei St. Burkard (Oerlenbach) mit St. Dionysius (Rottershausen)
- Pfarrei Alle Heiligen, Ebenhausen
- Pfarrei St. Martin, Eltingshausen

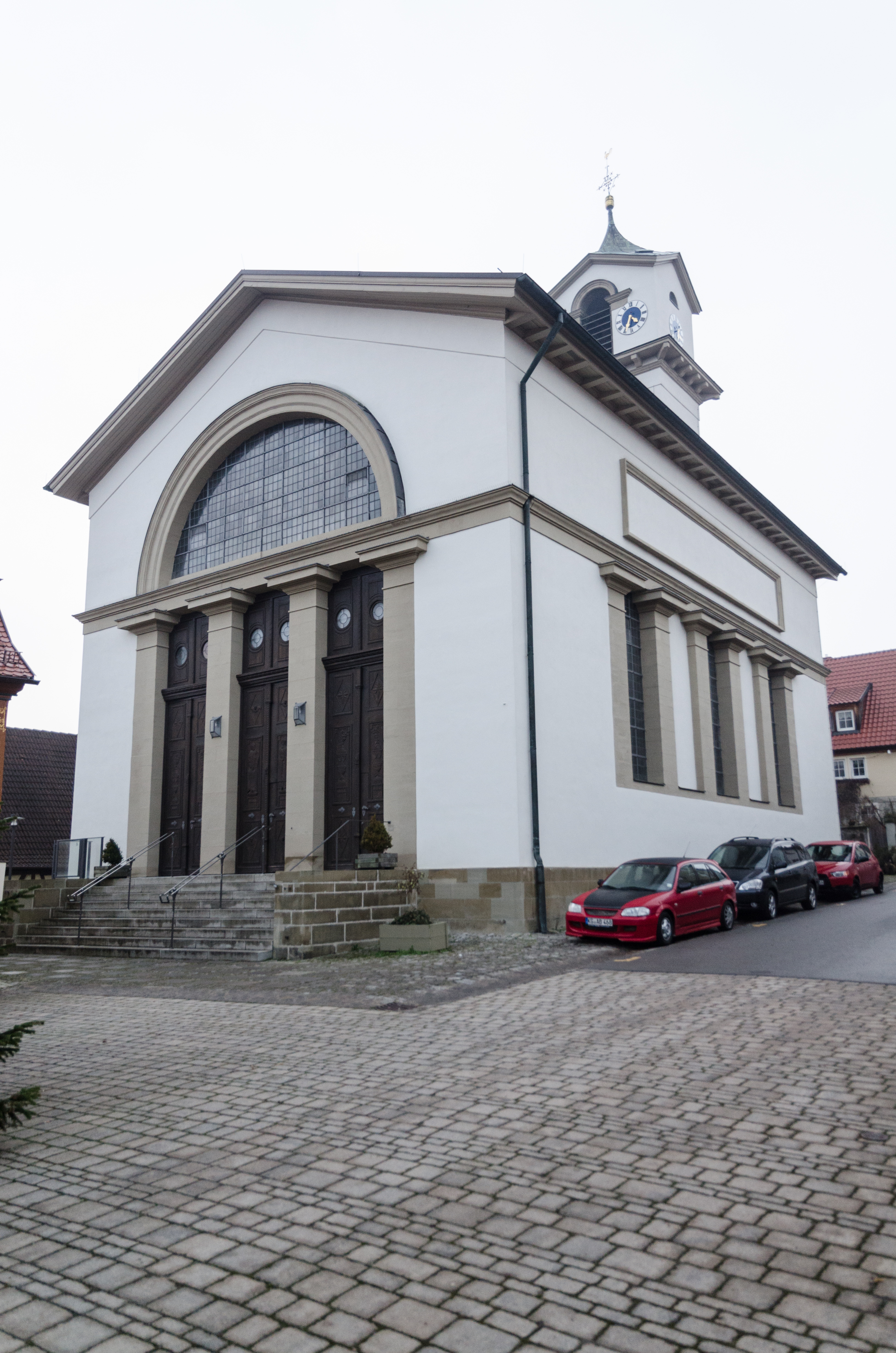
Aller Heiligen

#### Pfarreiengemeinschaft St. Johannes Maria Vianney (Seubrigshausen)
- Pfarrei St. Kilian, Seubrigshausen
- Pfarrei Mariä Himmelfahrt, Großwenkheim
- Pfarrei St. Nikolaus (Kleinwenkheim) mit Mariä Himmelfahrt (Fridritt), Klosterkirche Unbefleckte Empfängnis Mariens Maria Bildhausen

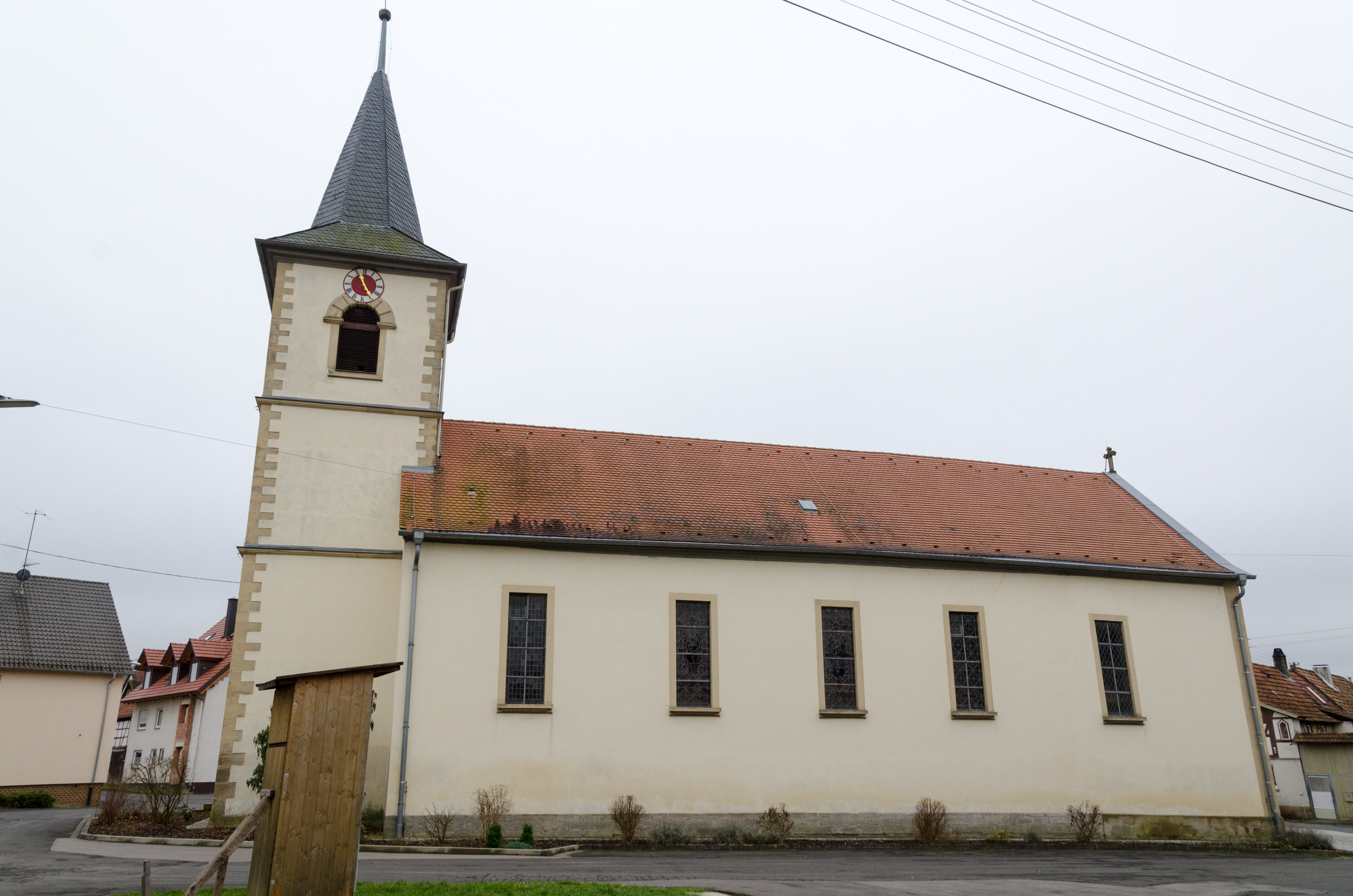
St. Kilian
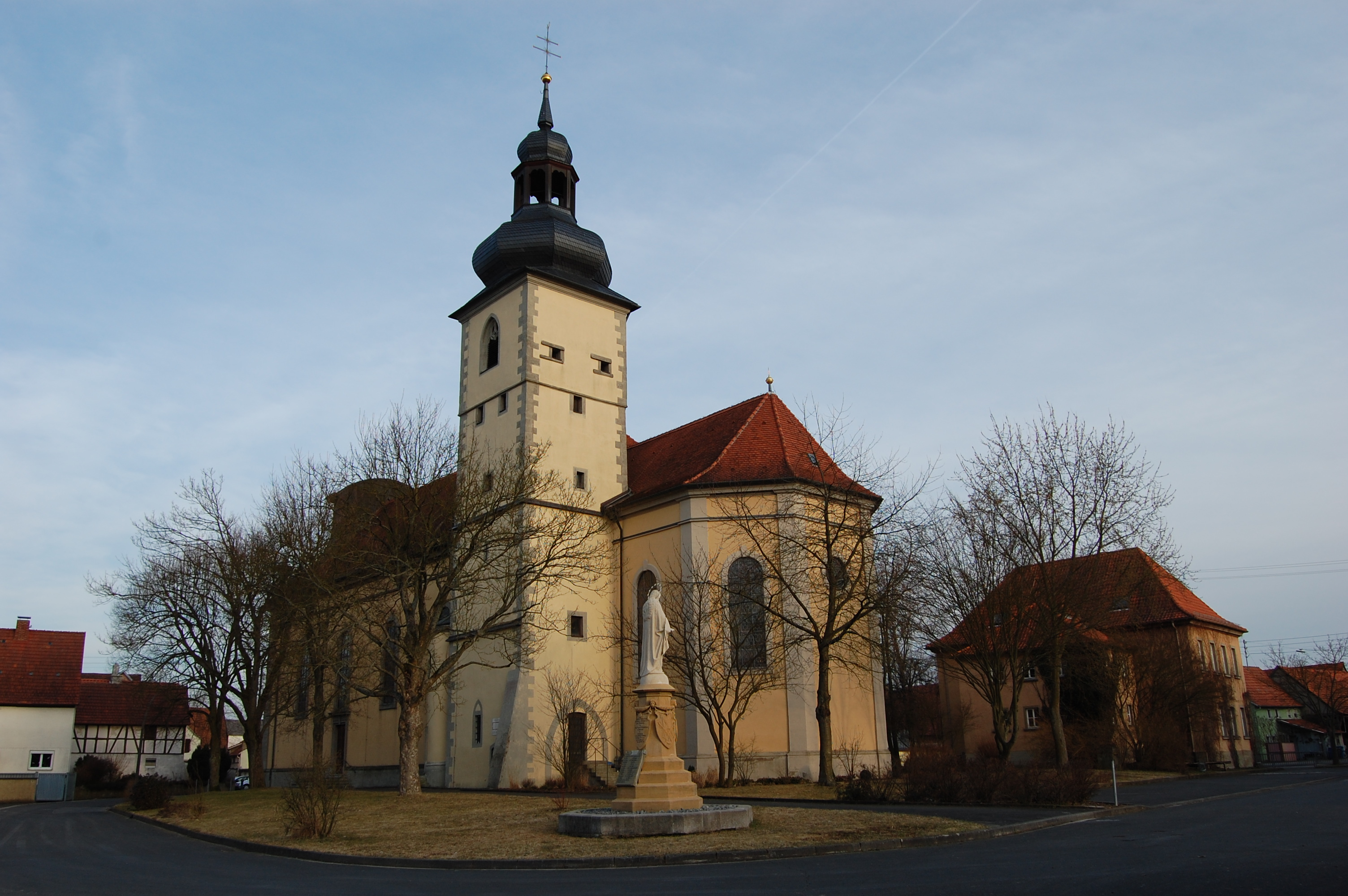
Mariä Himmelfahrt
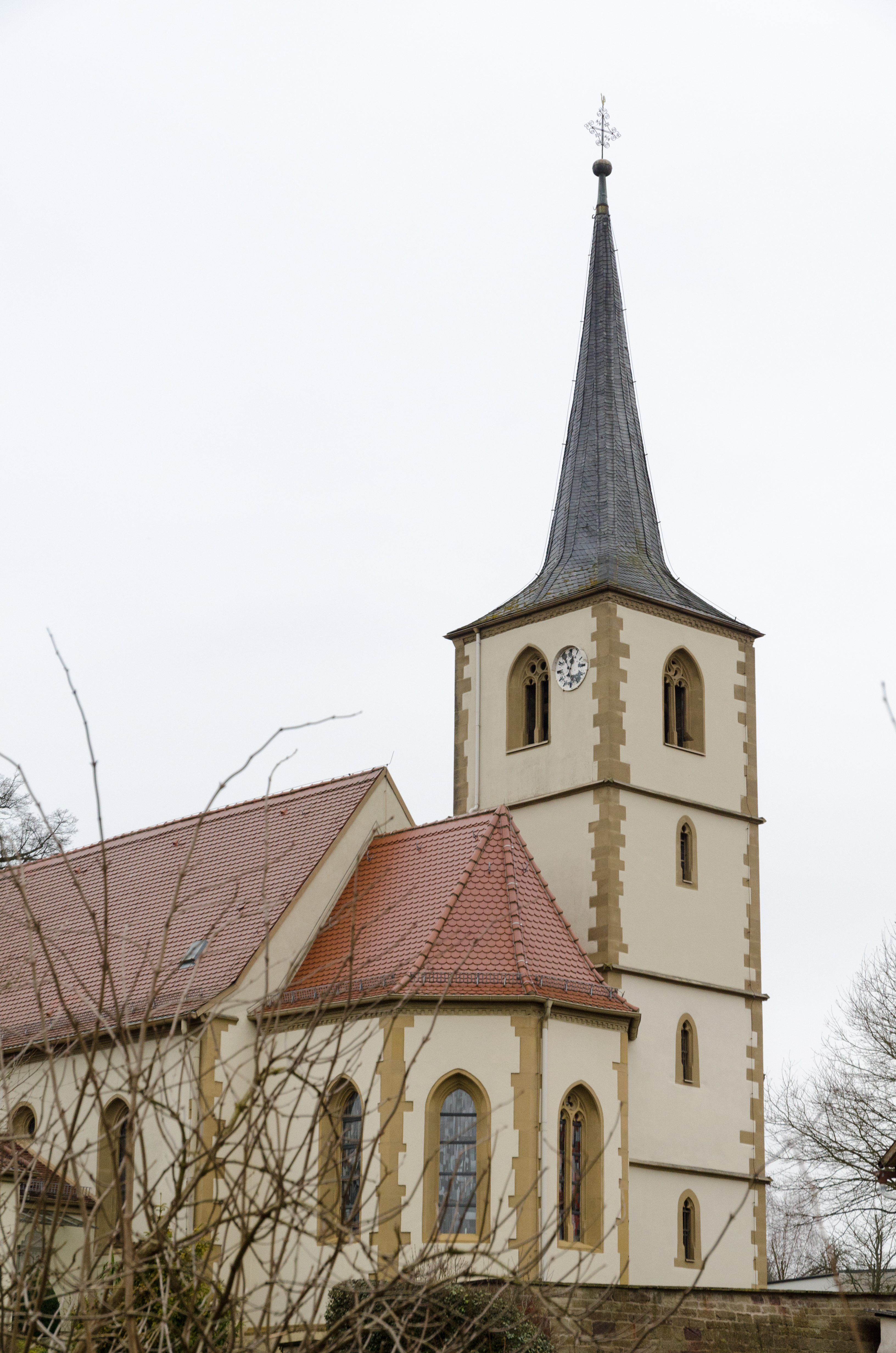
St. Nikolaus
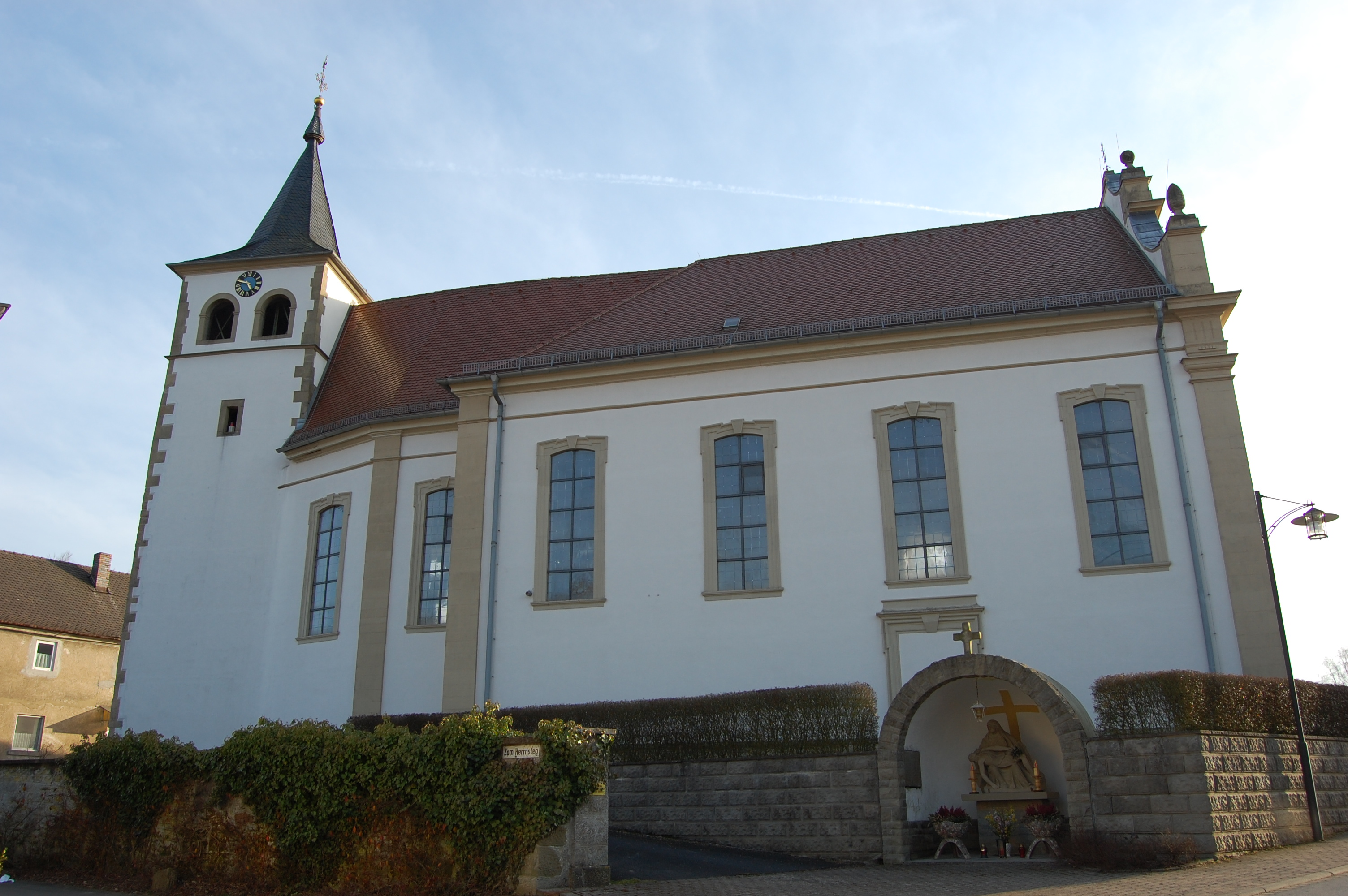
Mariä Himmelfahrt
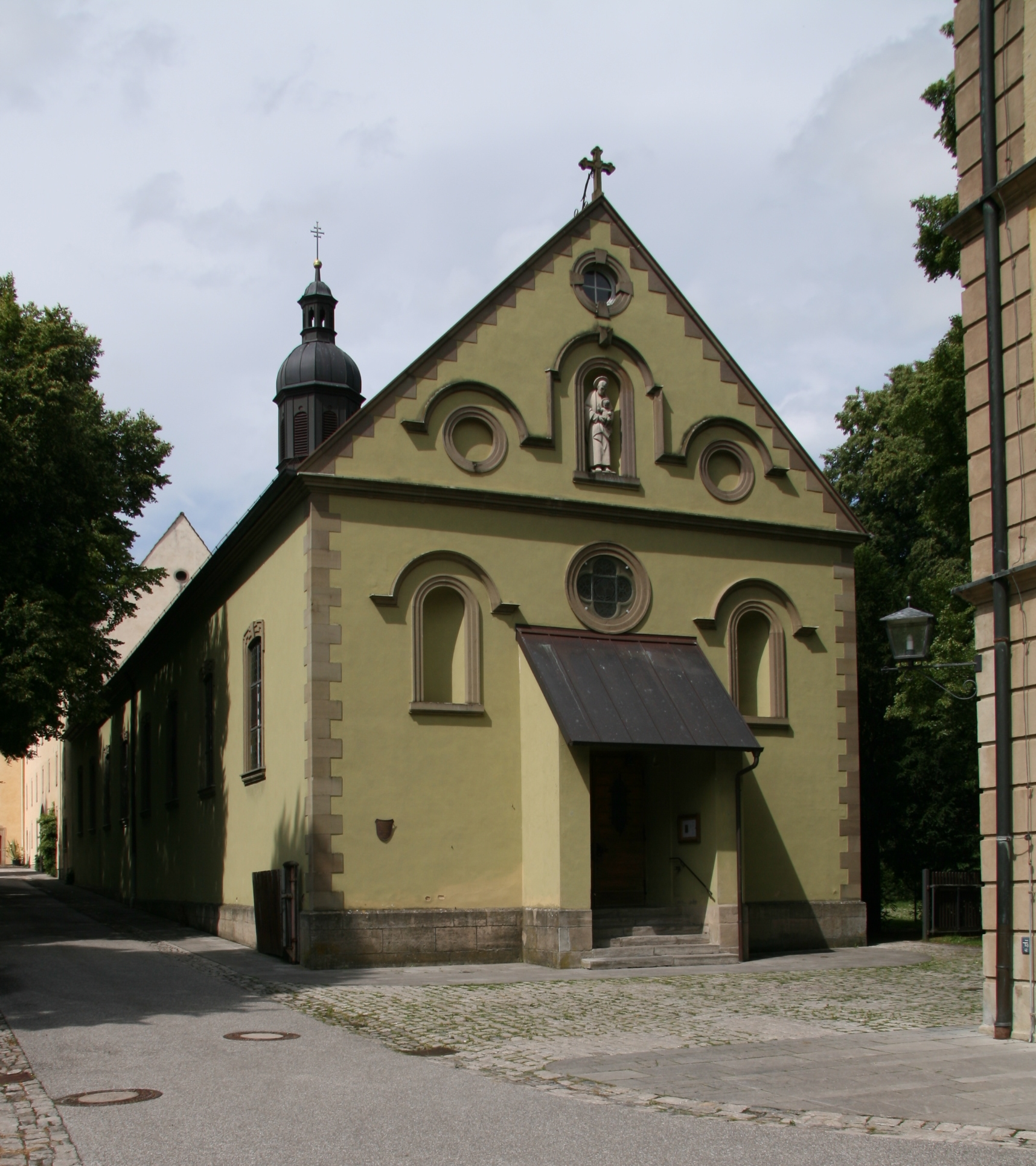
Maria Bildhausen

#### Pfarreiengemeinschaft Im Lauertal (Maßbach)
- Pfarrei St. Simon und Judas Thaddäus, Poppenlauer
- Pfarrei St. Alfons Maria von Liguori (Maßbach), mit Unbefleckte Empfängnis Mariens (Volkershausen)
- Pfarrei St. Bonifatius, Rannungen
- Pfarrei St. Laurentius (Thundorf in Unterfranken), mit St. Ägidius (Rothhausen) und St. Matthias (Theinfeld)
- Pfarrei St. Vitus (Wermerichshausen), mit St. Josef der Bräutigam (Weichtungen)

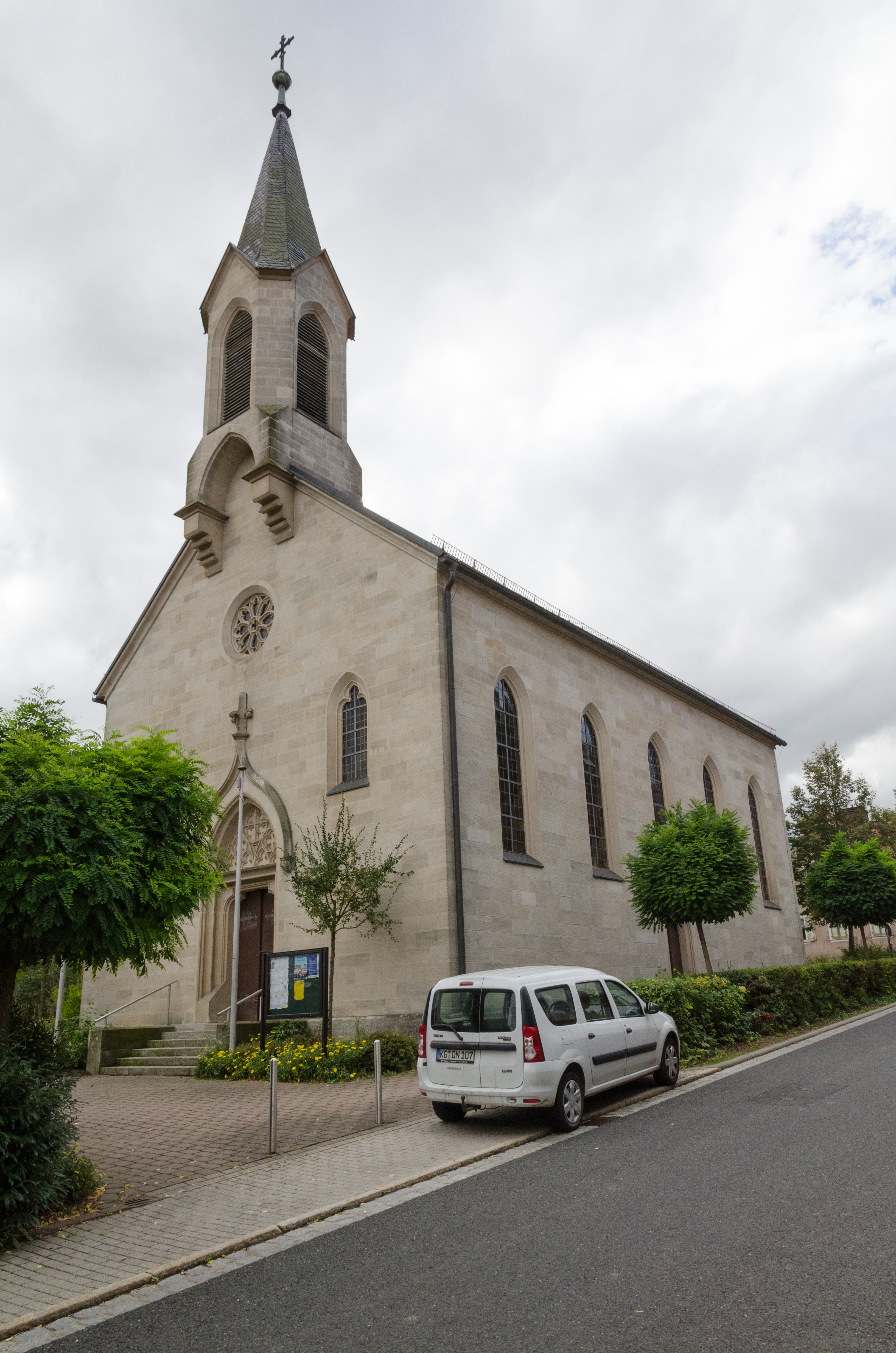
St. Alfons Maria von Liguori
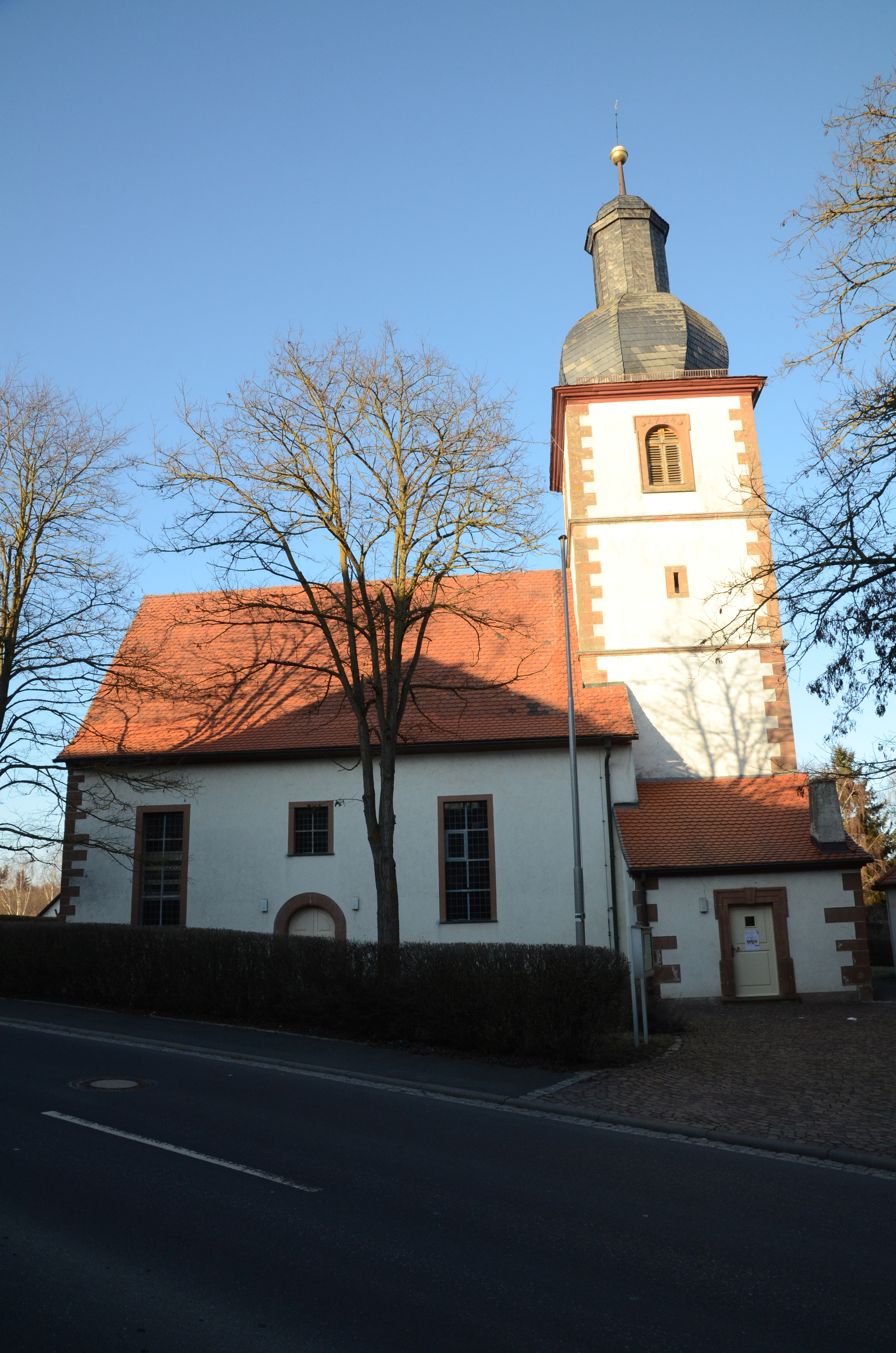
Unbefleckte Empfängnis Mariens
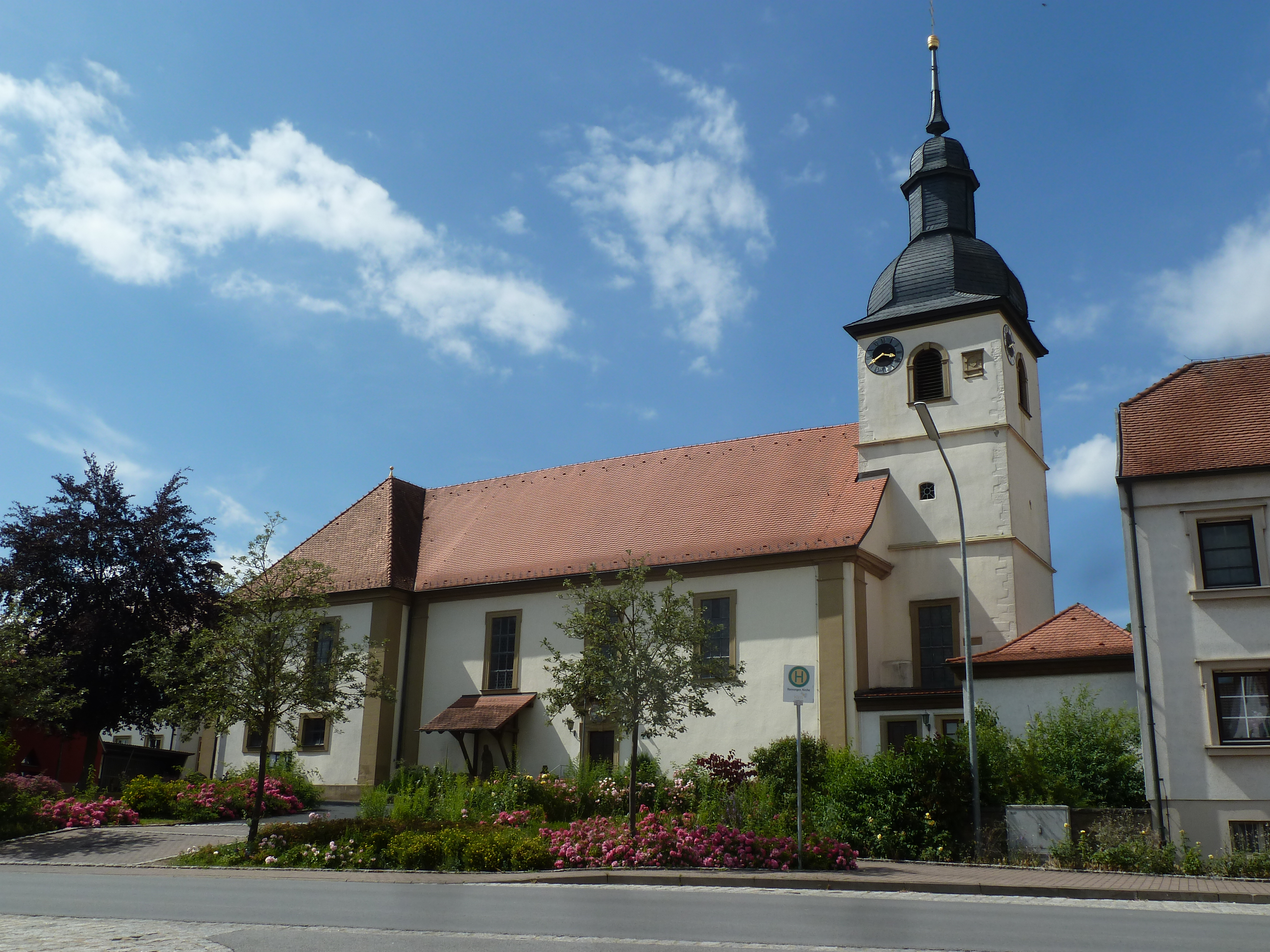
St. Bonifatius
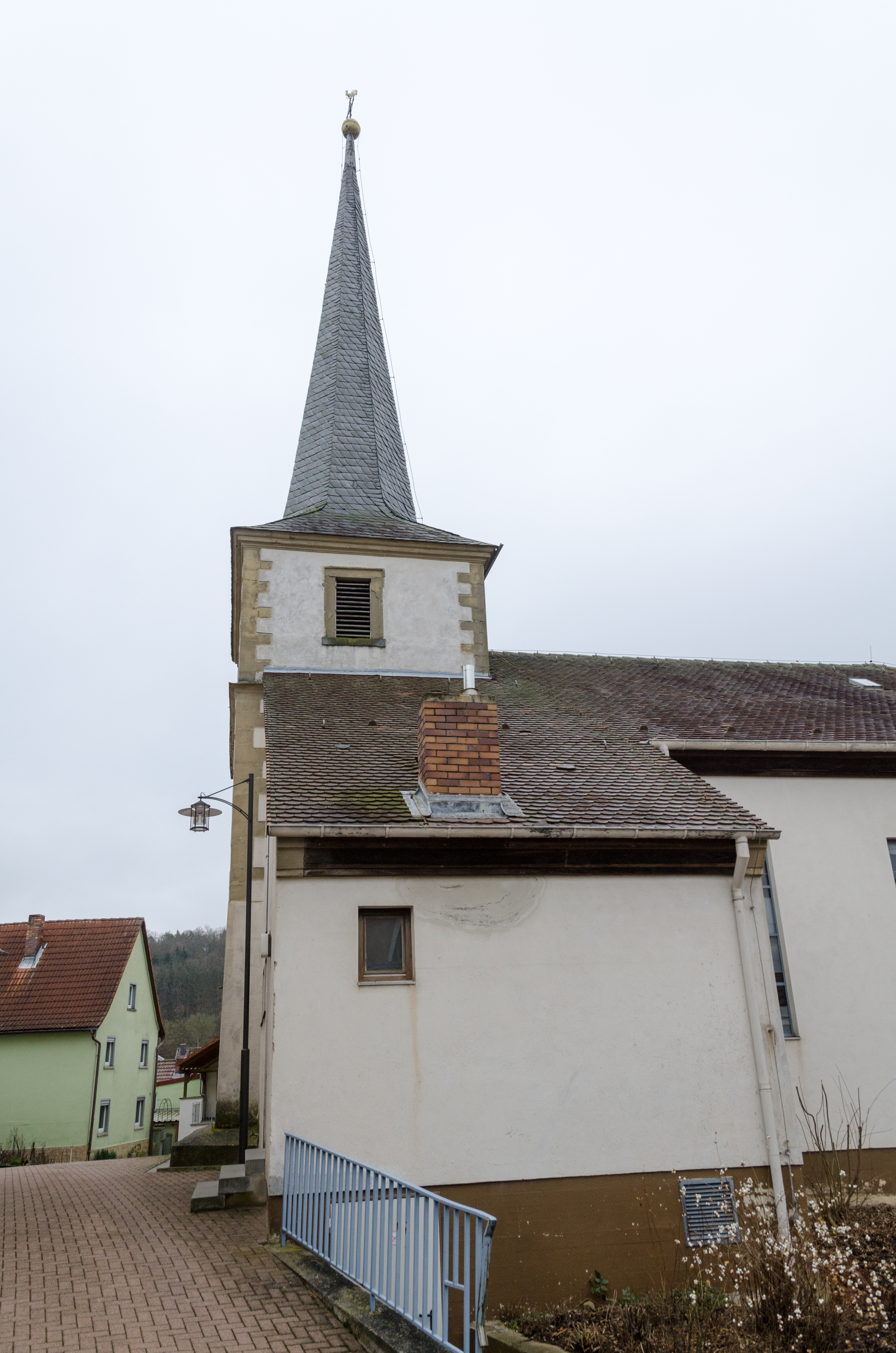
St. Matthias
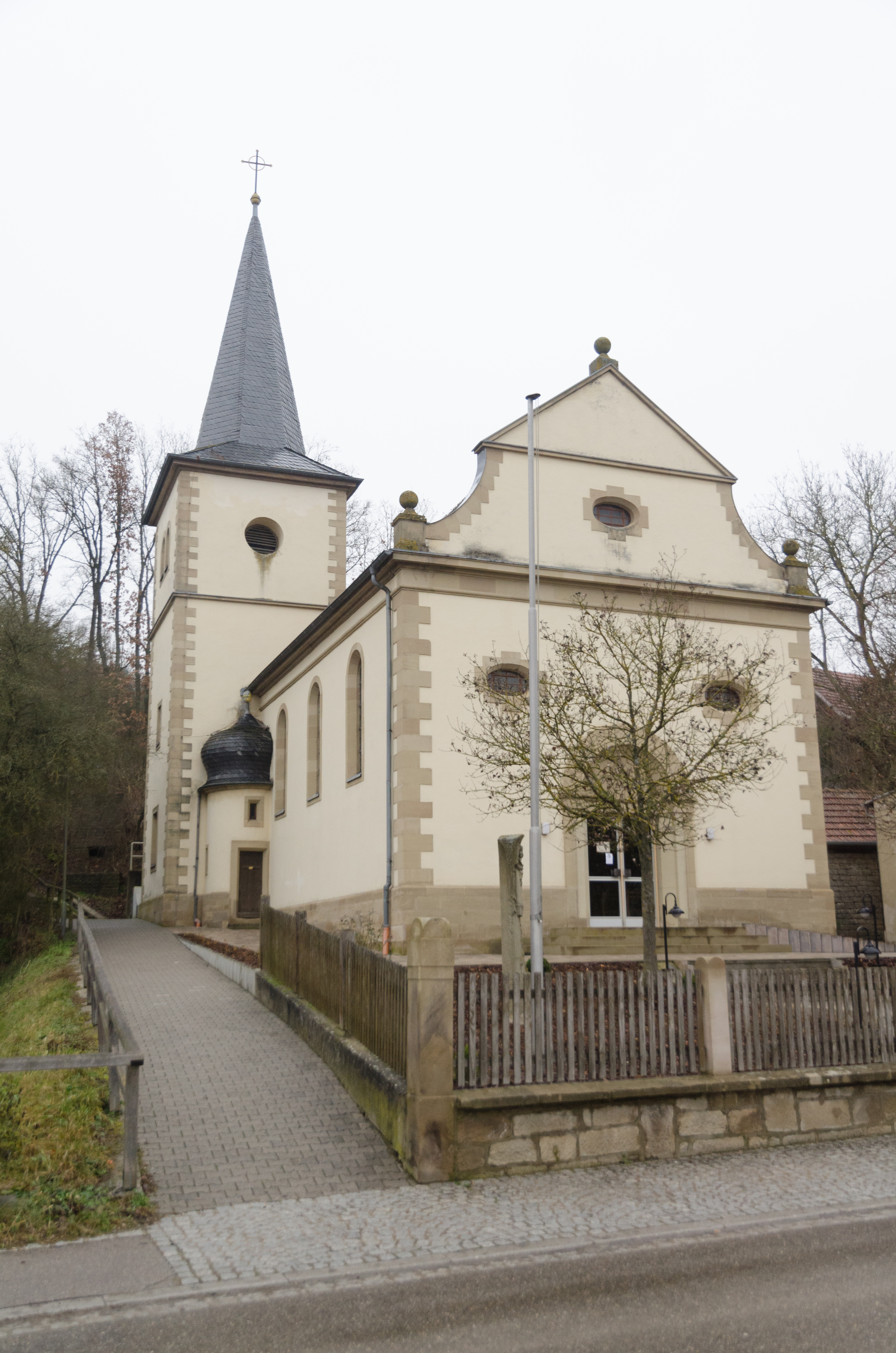
St. Ägidius
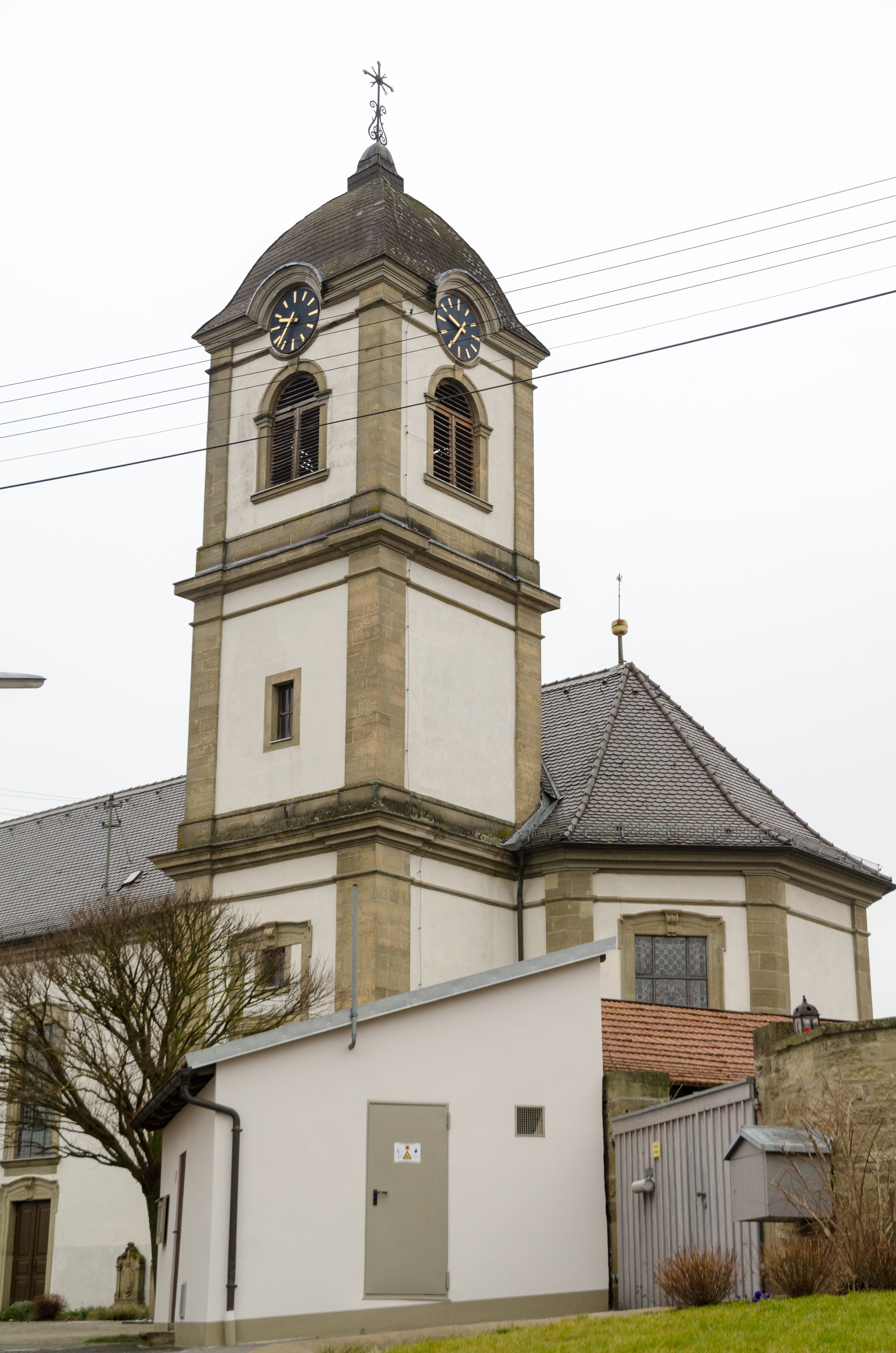
St. Vitus

### Einzelpfarreien

#### Einzelpfarrei Münnerstadt
- Pfarrei Maria Magdalena (Münnerstadt), Augustiner-Klosterkirche St. Michael, Wallfahrtskirche Talkirche Heilig Kreuz, mit den Filialen St. Cyriakus (Althausen), St. Sebastian (Brünn), St. Michael (Burghausen), St. Michael (Reichenbach)

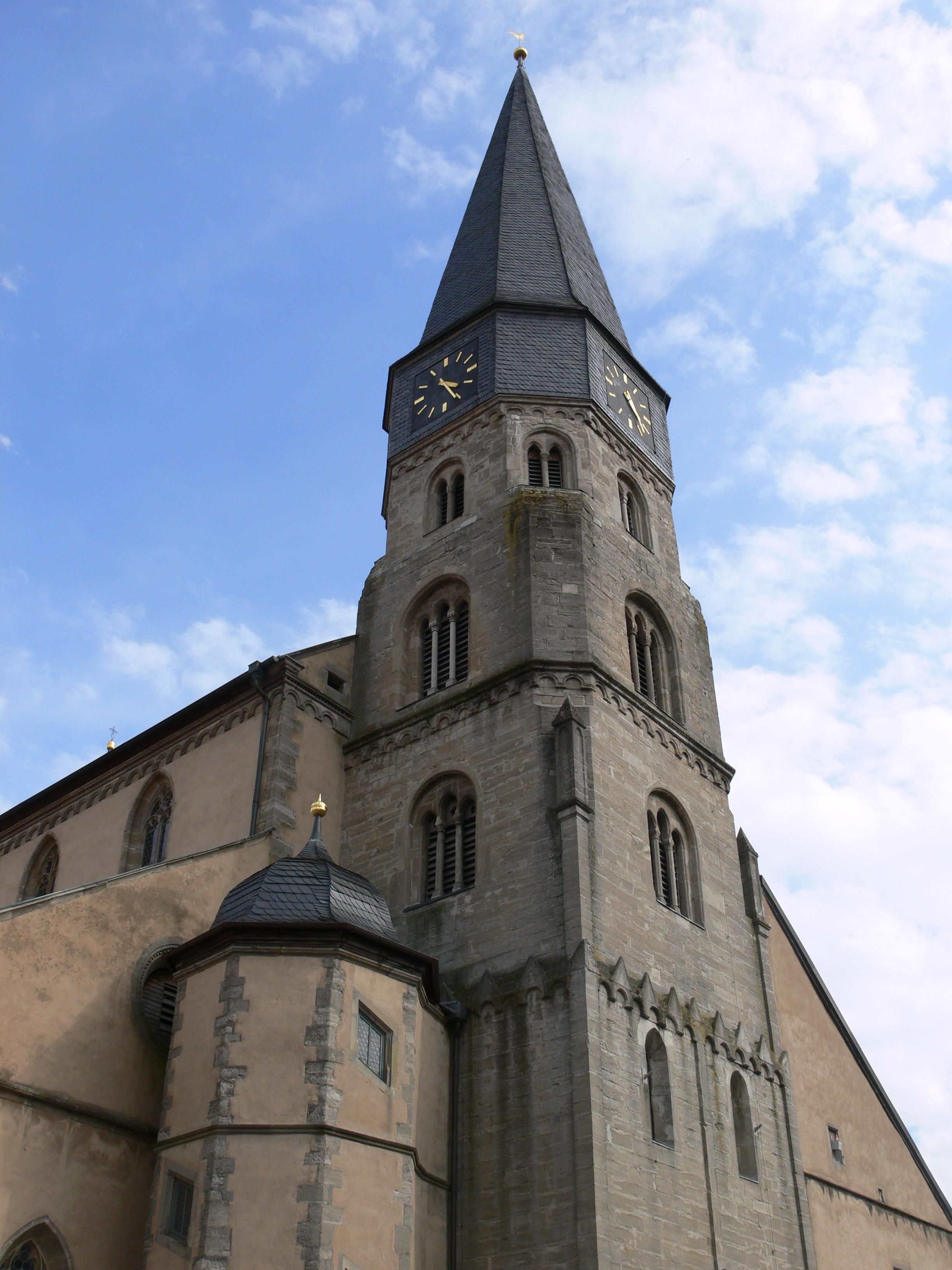
St. Maria Magdalena
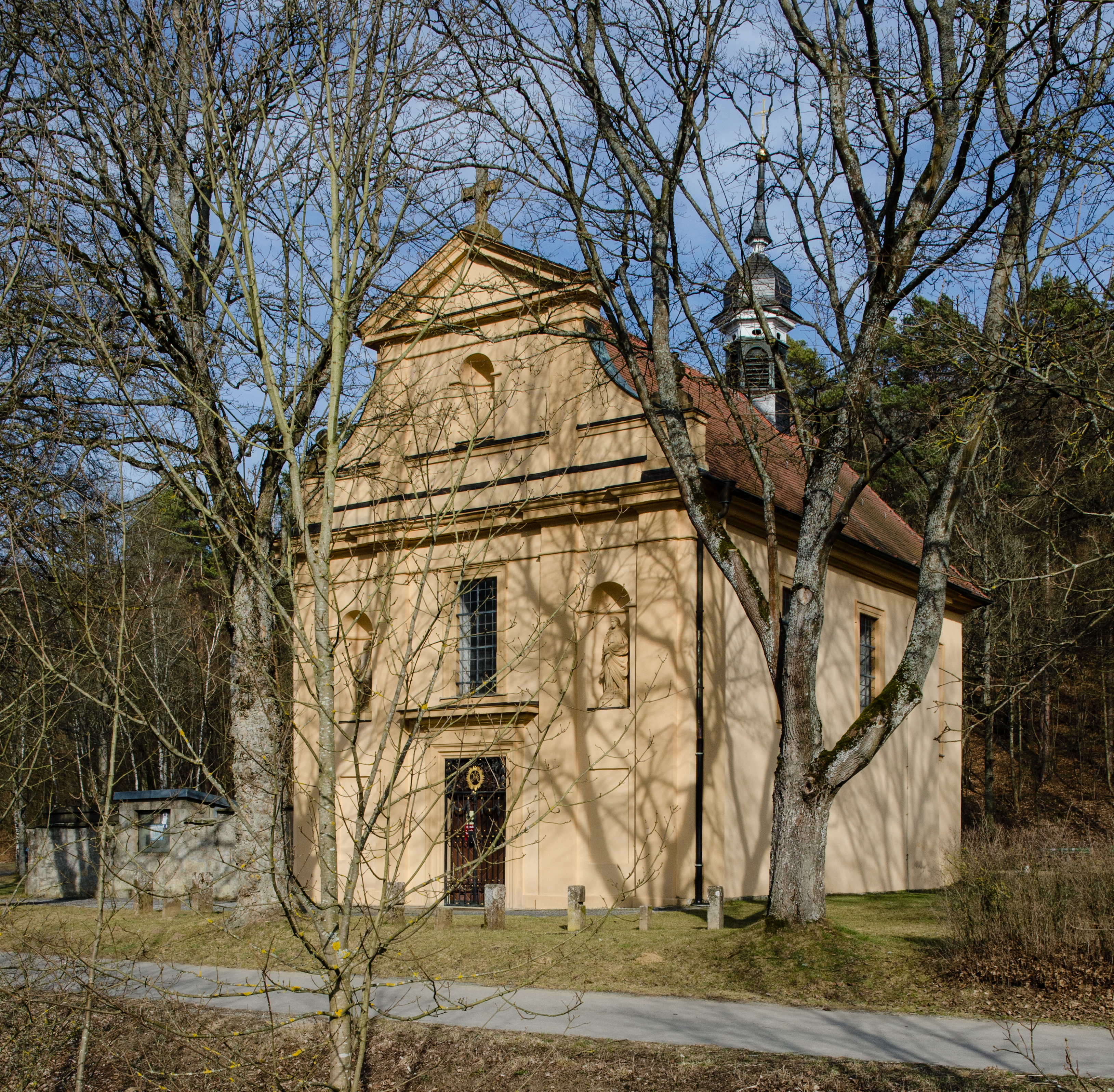
Talkirche Heilig Kreuz
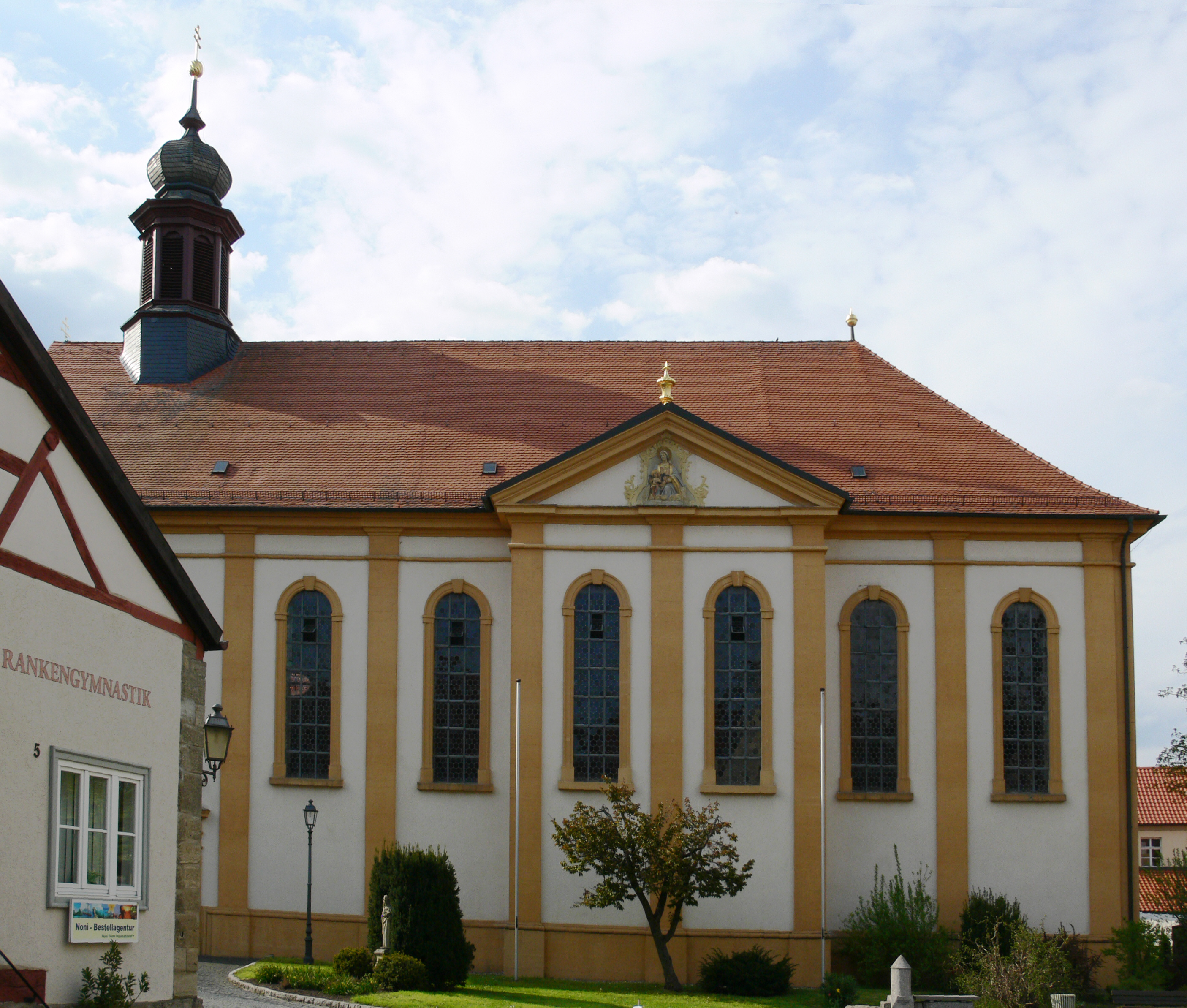
St. Michael

#### Einzelpfarrei Nüdlingen
- Pfarrei St. Kilian und Gefährten Nüdlingen mit Filiale St. Bartholomäus Haard